# Skócia szigeteinek listája

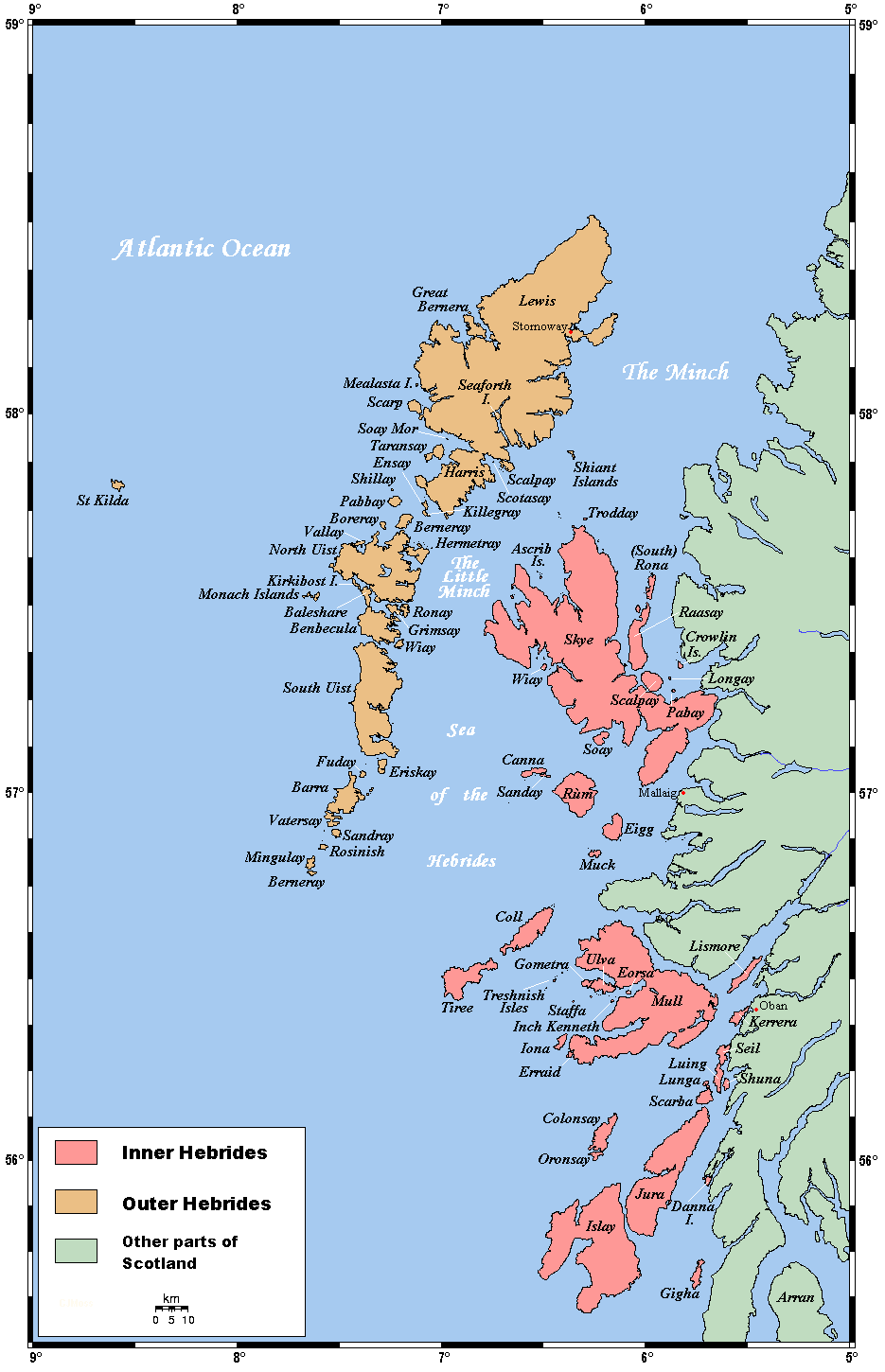
A Külső- és Belső-Hebridák térképe

Skócia szigeteinek listája a Skóciához tartozó 790 sziget gyűjteményes listája. Ezen szigetek nagy része négy nagy szigetcsoporthoz sorolható, melyek: az Orkney, a Shetland és a Külső- és Belső-Hebridák. Ezeken kívül található még néhány kisebb sziget a Firth of Clyde, a Firth of Forth, a Solway Forth vizeiben, valamint néhány édesvízű tóban is, mint például a Loch Lomondban és a Loch Mareeben.
A szigetek közül sok van kitéve az árapály hatásainak, a világ harmadik legnagyobb örvénye is itt található, a Corryvreckan-öbölben, Scarba és Jura között. Egy másik nagy árapályos hely a Pentland Firth a szárazföldi Skócia és Orkney-szigetek között, valamint a „Szürke Kutya” (Grey Dog) Scarba és Lunga között.
Geológiailag és geomorfológiailag a szigetek különbözőek. Némelyikük, pl. Skye és Mull hegyvidéki jellegű, míg mások, pl. Tiree és Sanday viszonylag alacsonyak. Alapkőzetük általában archaikumi lewisi gneisz, mely kb. 3 milliárd évvel ezelőtt keletkezett. Shapinsay és más Orkney-szigeteki sziget vörös homokkőből (Old Red Sandstone) áll; ez a képződmény mintegy 400 millió éves. De találhatunk vulkanikus származású szigeteket is, ilyen pl. Rùm, mely harmadidőszaki vulkáni eredetű.
A legnagyobb sziget Lewis és Harris, melynek területe 2179 km². Rajta kívül van még további 200 sziget, melynek területe nagyobb, mint 40 ha. A maradék, Staffához és a Flannan-szigetekhez hasonlóan, kis méretük ellenére jól ismertek.
99 skóciai sziget lakott, ebből 94 nyílt tengeri sziget. A skót helyi kormányzat tanácsi kerületei közül legtöbb sziget Argyll és Bute-hoz (26), Orkney-hez 20, Shatlandhoz 16 Felföldhöz és Comhairle nan Eilean Siarhoz 15 tartozik. A régebben lakott szigetek közül több a múlt század során elnéptelenedett, mint pl. Mingulay, Noss, a Saint Kilda-szigetcsoport, jelenleg csak 14 sziget lakossága több 1000 főnél, és csak 45-é több száznál. 1991 és 2001 között a szigetek lakossága 3%-kal fogyott, bár van 35 sziget, ahol viszont nőtt a lakosság száma. A szigetek összlakossága a 2001-es népszámlálás szerint 99 739 fő.
A szigetek kultúrájára folyamatosan hatással voltak a kelta, skandináv és angol nyelvű népek, ez megjelenik a szigetek névadásában is. A legtöbb hebridáki sziget neve skót gael eredetű, míg az északi szigeteké viking hatást mutat. Néhány szigetnek brit illetve scots neve van, néhánynak a kelta kor előtti időkből fennmaradt elnevezése él ma is.
A mai szigeti életre jellemző a bűnözés alacsony szintje, így a szigetek manapság az Egyesült Királyság legbiztonságosabb helyei.
Rockall egy kis sziklasziget az Észak-Atlanti-óceánon, melyet az 1972-es Rockall-sziget-törvény Skócia fennhatósága alá rendelt. Azonban ennek jogszerűségét vitatja Írország, Dánia és Izland is, így valószínűleg nem érvényesíthető a nemzetközi jogban.

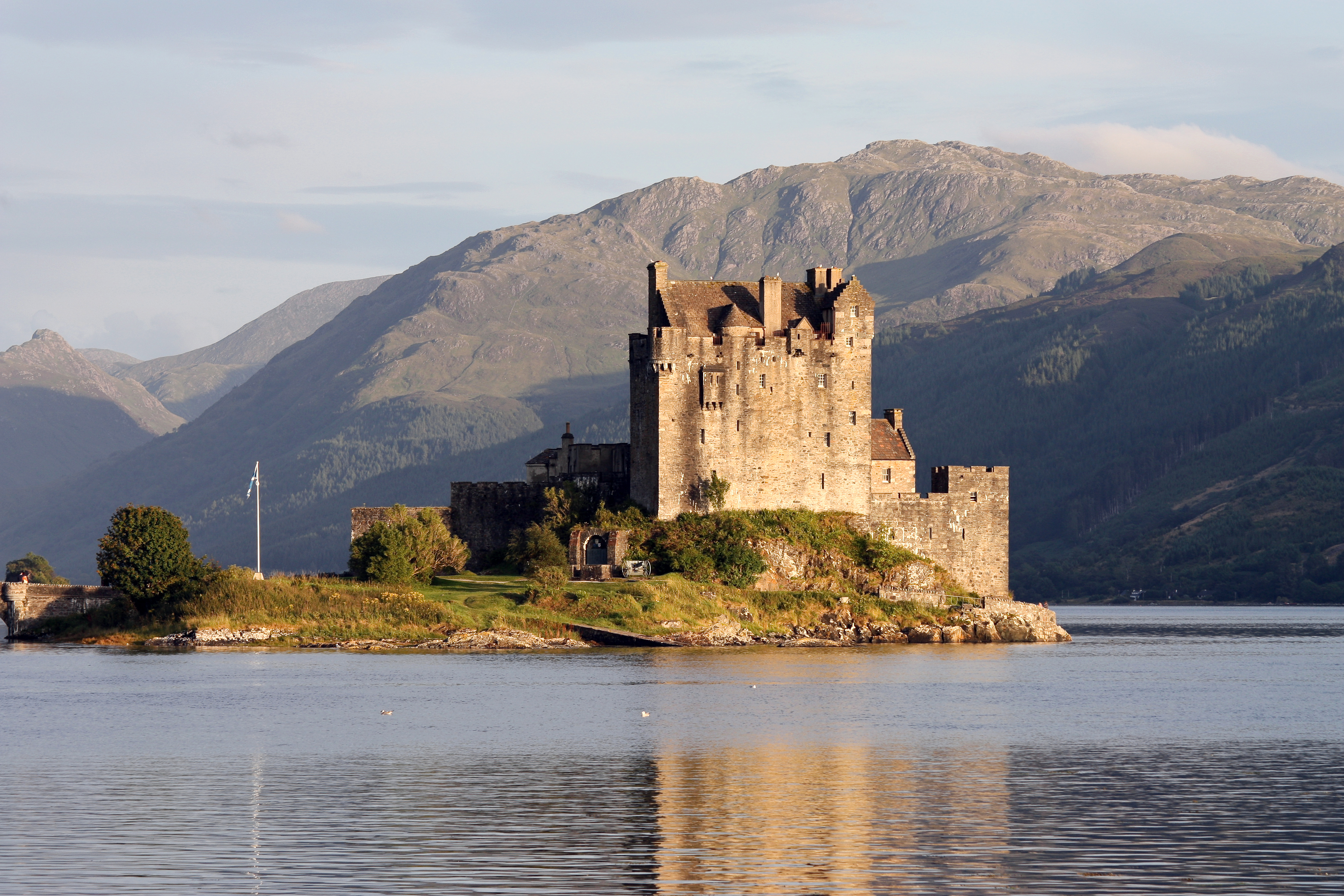
Eilean Donan vára

## Nagyobb szigetek
Ez a lista azokat a szigeteket tartalmazza, amelyeknek területe nagyobb mint 40 hektár és/vagy lakottak. A könnyebb kereshetőség miatt a szigetek csoportosítva vannak elhelyezkedésük szerint. Ezek a csoportok a következők: Firth of Clyde, Islay, Firth of Lorn, Mull, Small-szigetek, Skye, Lewis és Harris, Uist és Barra, Saint Kilda-szigetcsoport, Orkney-szigetek, Shetland-szigetek és Firth of Forth. Abban az esetben, ha az adott sziget egy kisebb csoportként jobban ismert, illetve nem tartozik egyetlen csoportba sem, ott a helyi önkormányzat neve vagy más ismert leírás található. A csillag (*) a név után az édesvízi szigeteket jelöli.

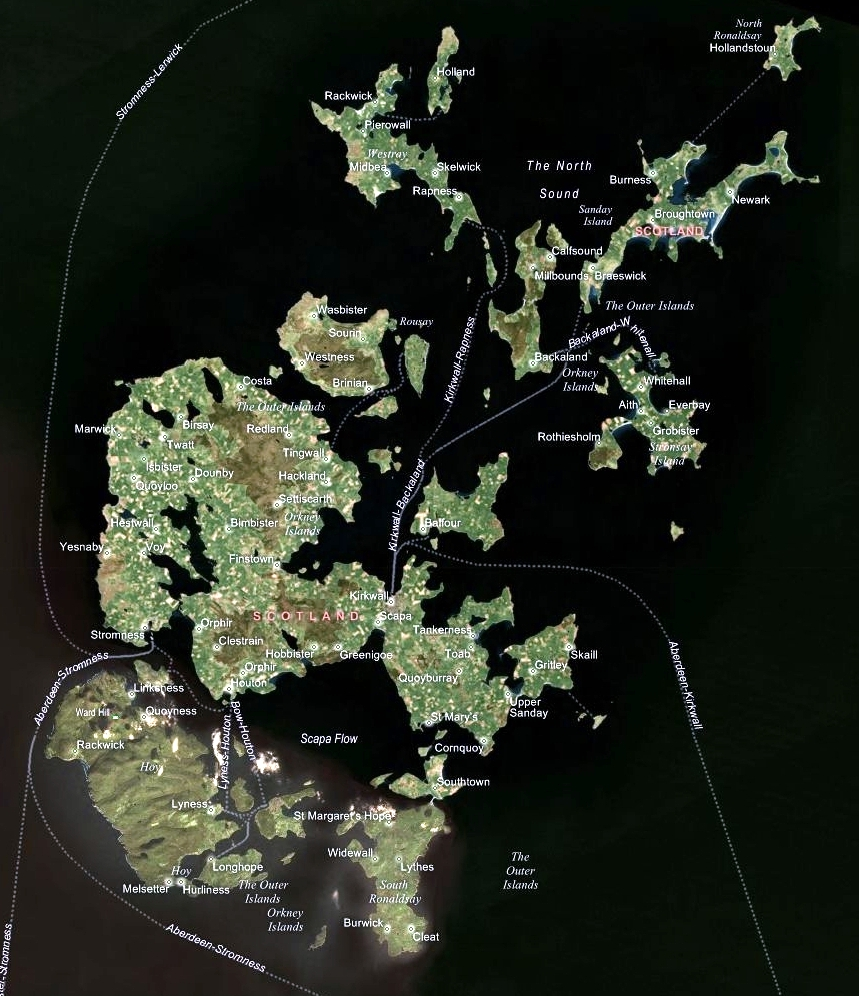
Orkney-szigetek műholdképe

Shetland-szigetek

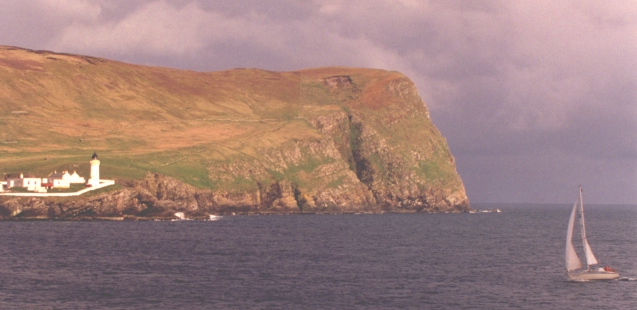
Bressayi világítótorony Kirkabister Nessben, Shetlandon

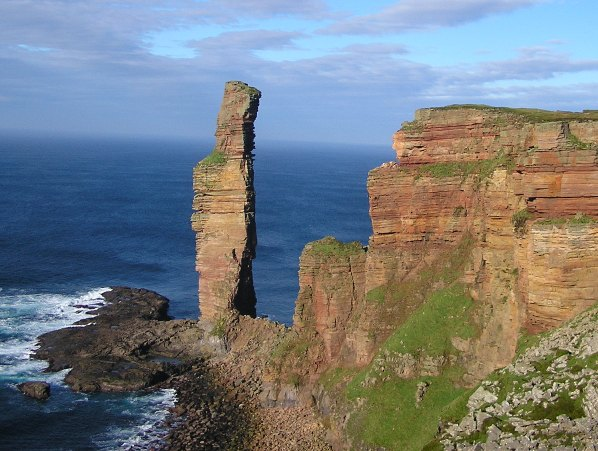
Az Old Man of Hoy Orkney-n, egy 137 méter magas sziklatorony vörös homokkőből

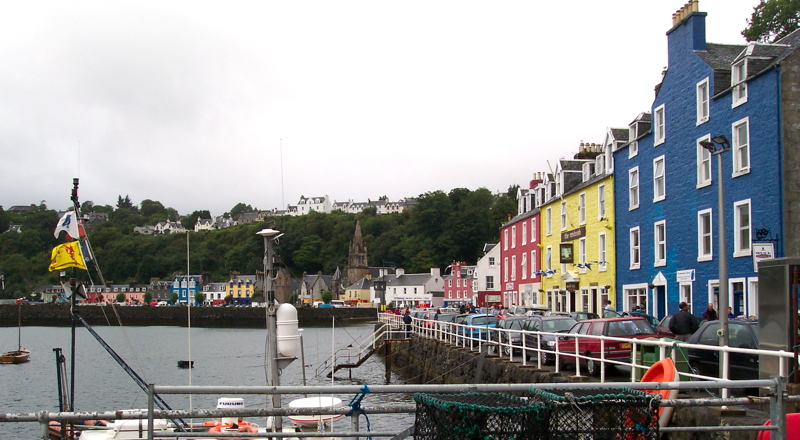
Tobermory-öböl Mullon

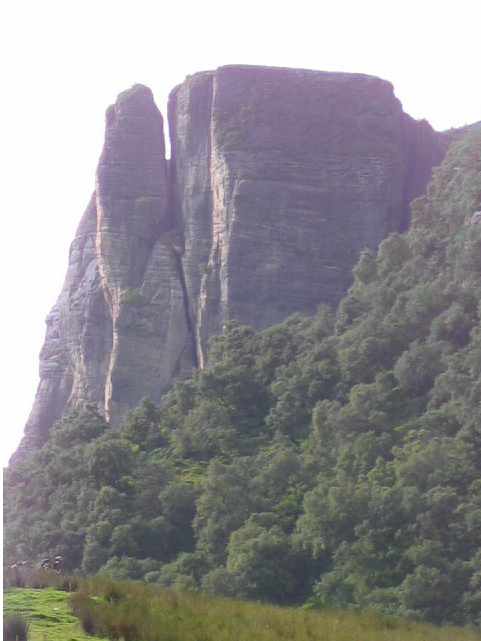
Creag na Bruaich sziklái, Raasay

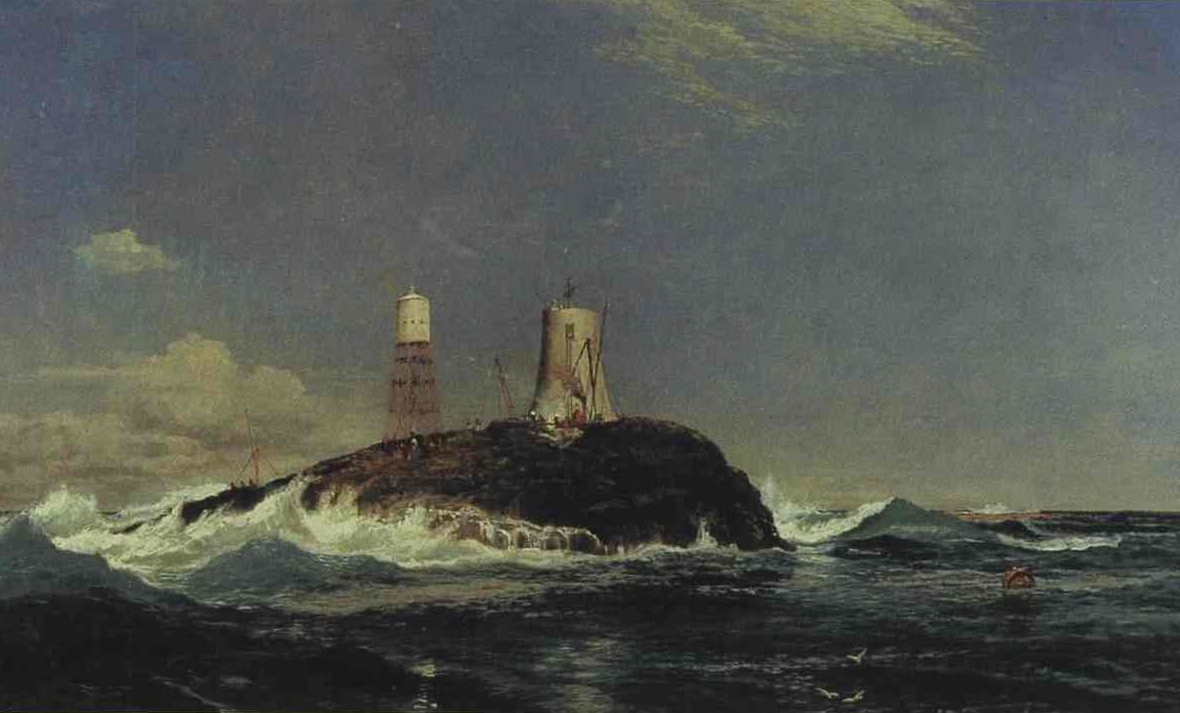
Dhu Heartach világítótornya építés alatt Sam Bough-tól (1822-1878)

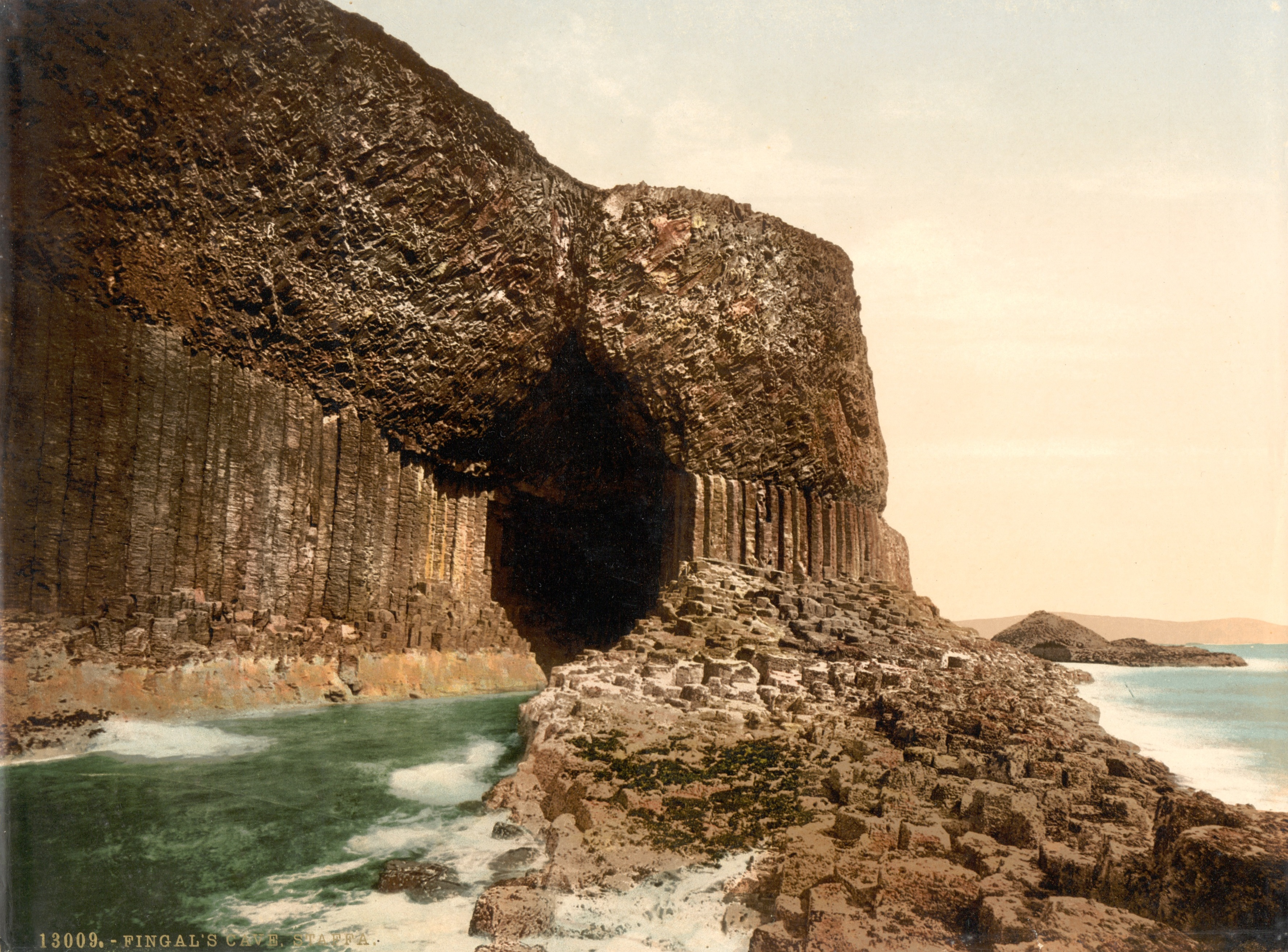
Fingal's Cave, Staffa

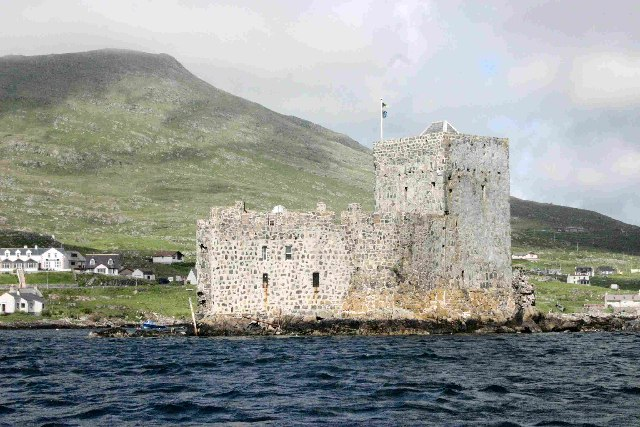
Kisimul vára, Barra

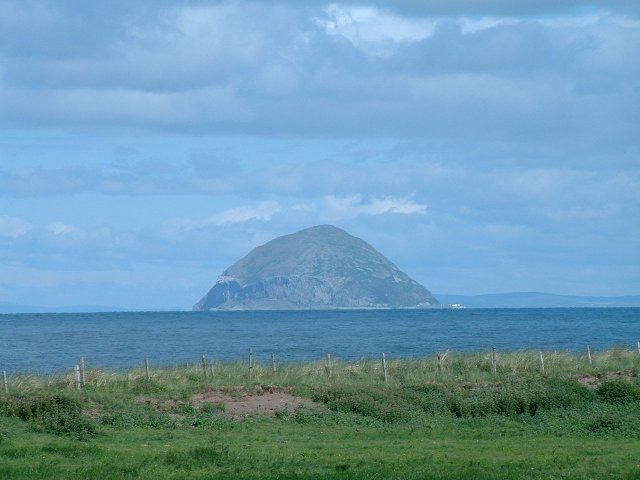
Ailsa Craig a Dél-Ayrshire-i partról

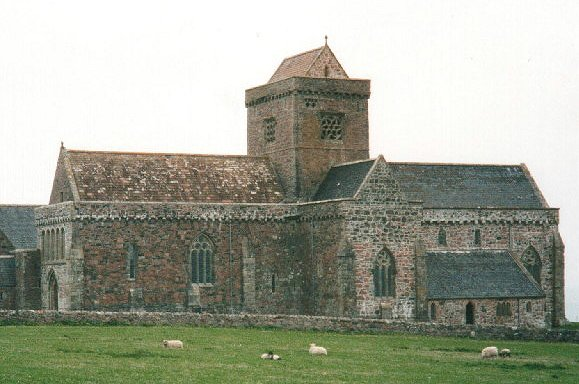
Iona apátsága

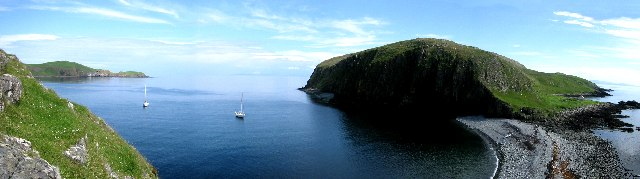
Shiant-szigetek

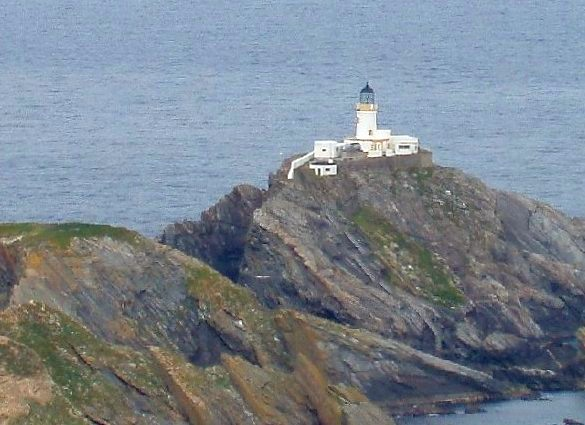
Muckle Flugga világítótorony, Shetland-szigetek

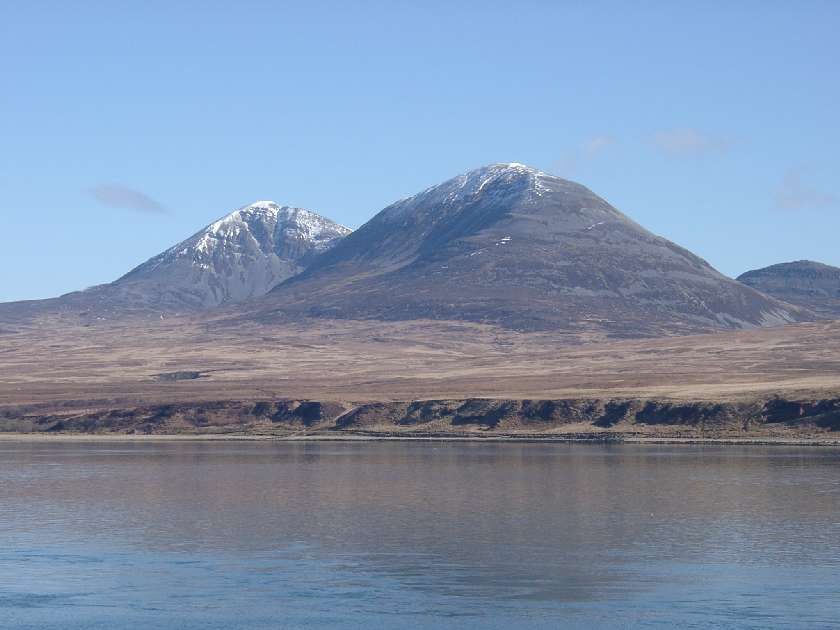
A Paps of Jura két csúcsa. John Shaw fényképe

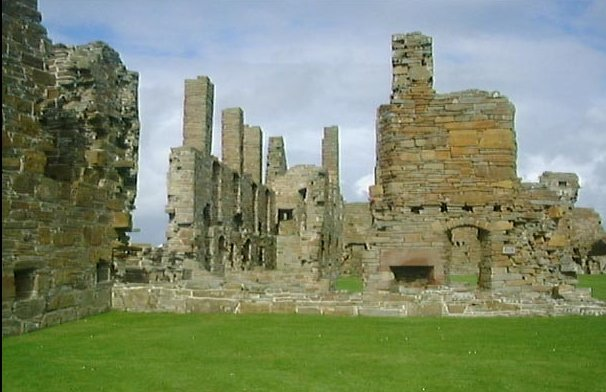
A birsayi grófi palota, Orkney-szigetek

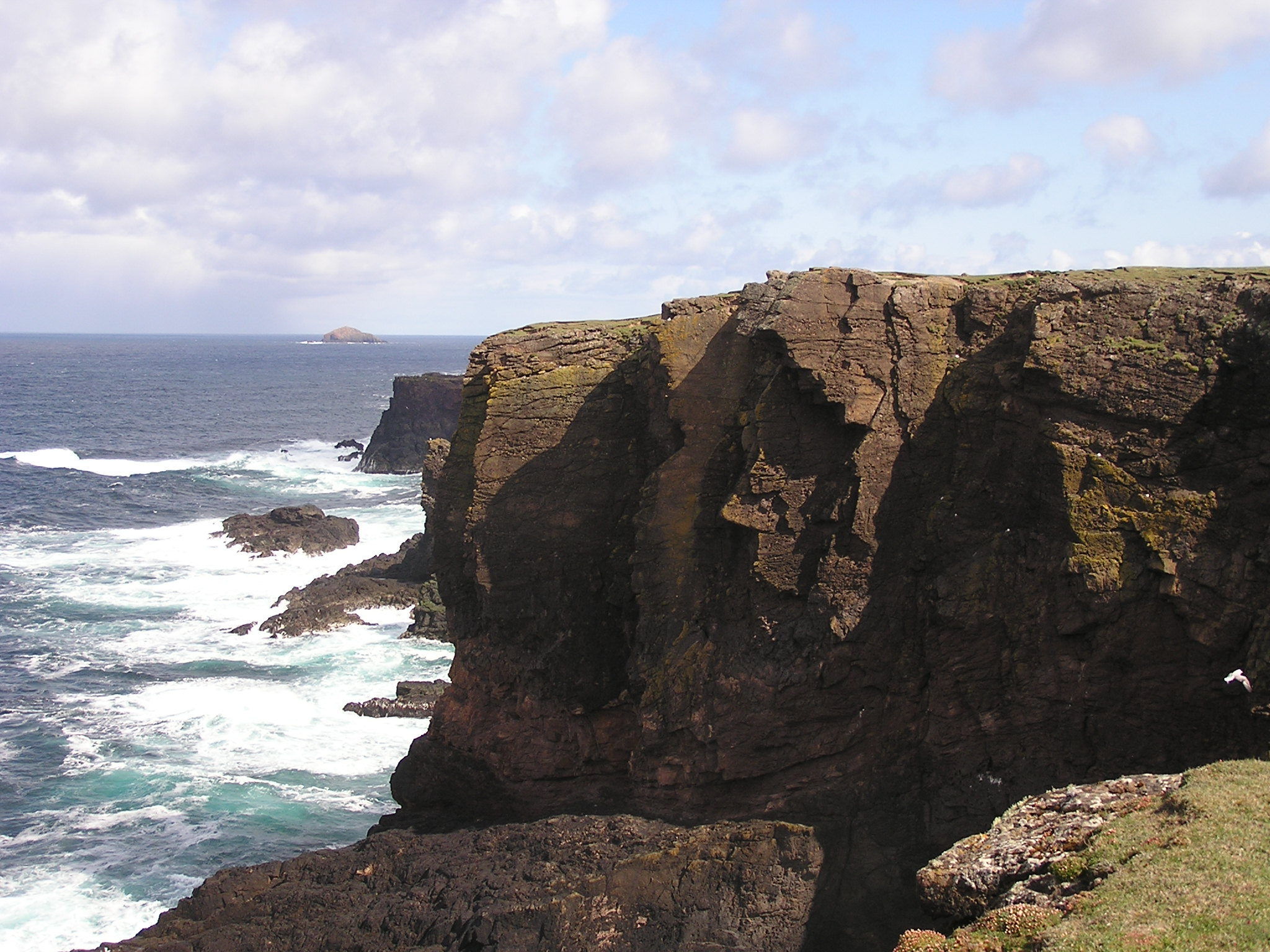
Eshaness sziklái, Észak-Mainland, Shetland-szigetek

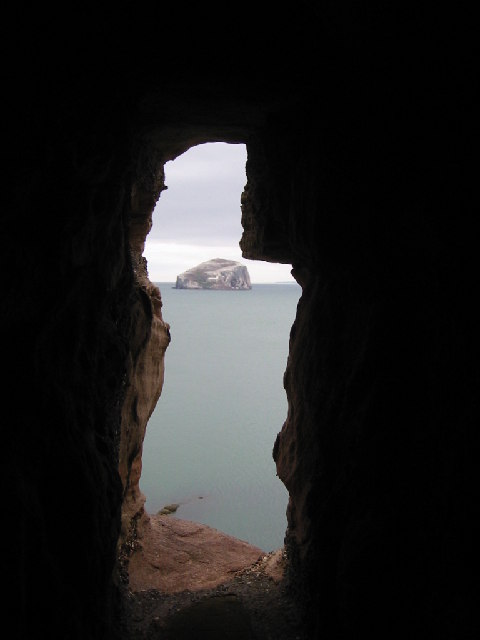
A Bass Rock Tantallon várából

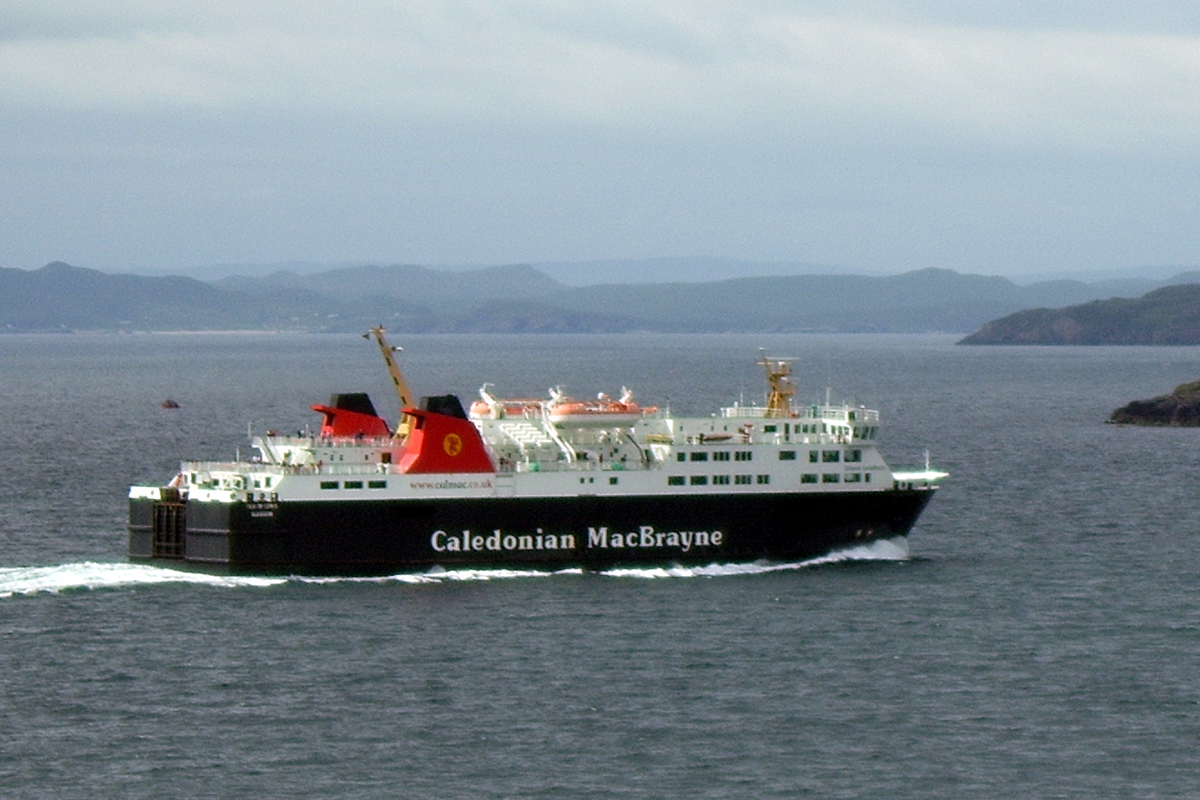
MV Isle of Lewis a The Minchen

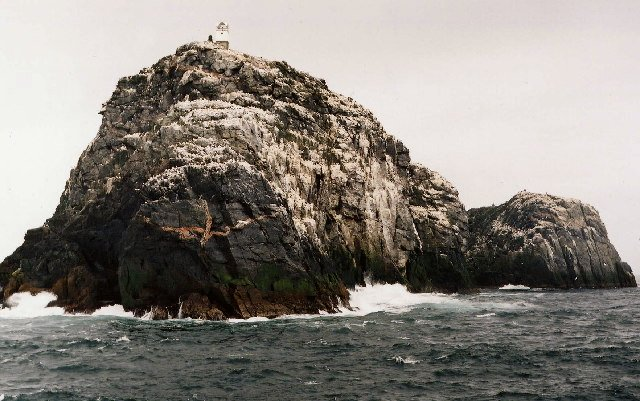
Sula Sgeir délnyugatról

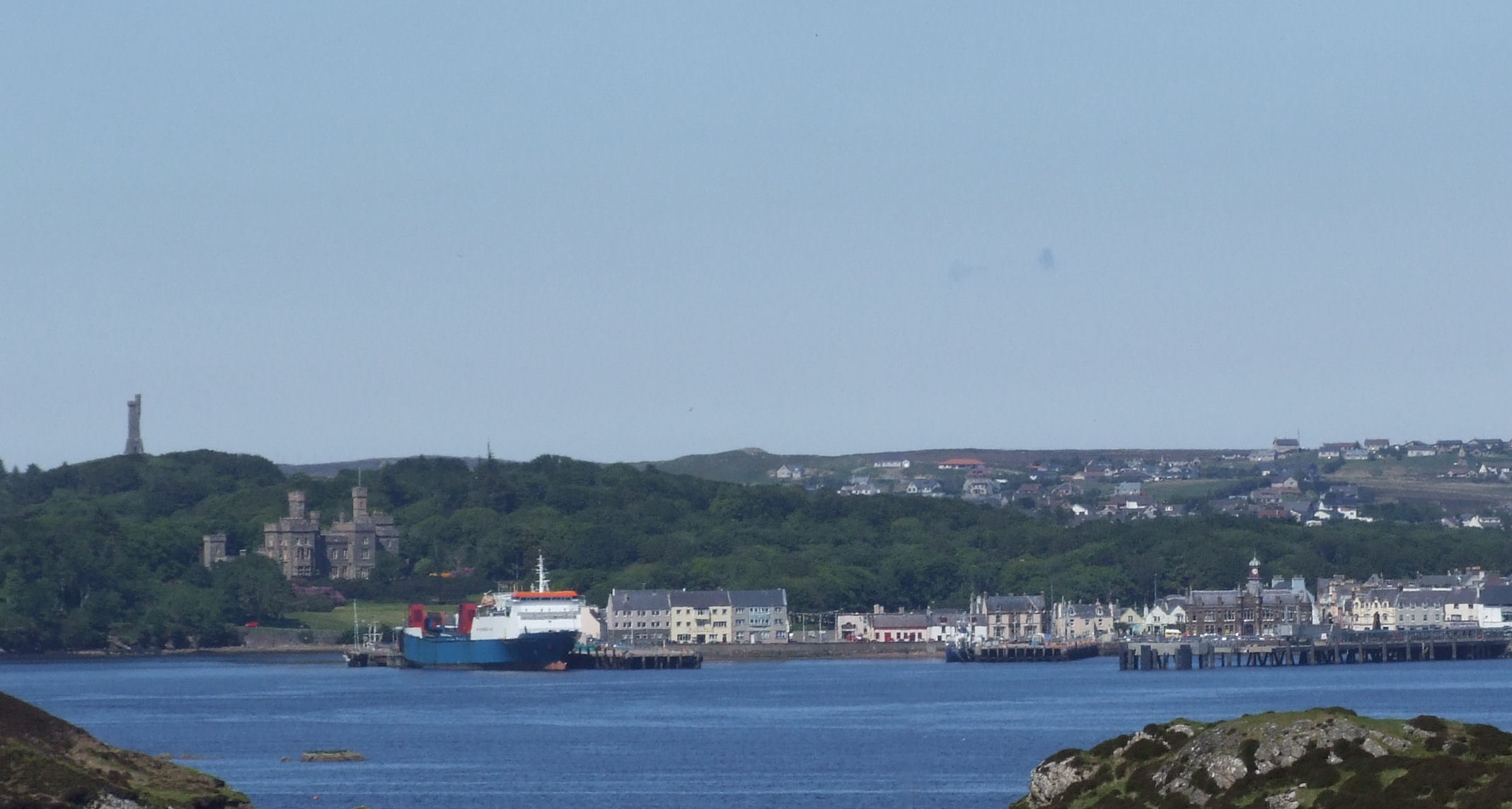
Stornoway kikötője, Lewis

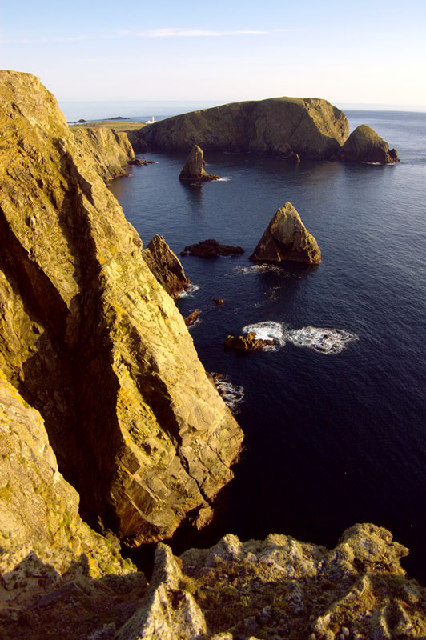
Fair-sziget sziklái

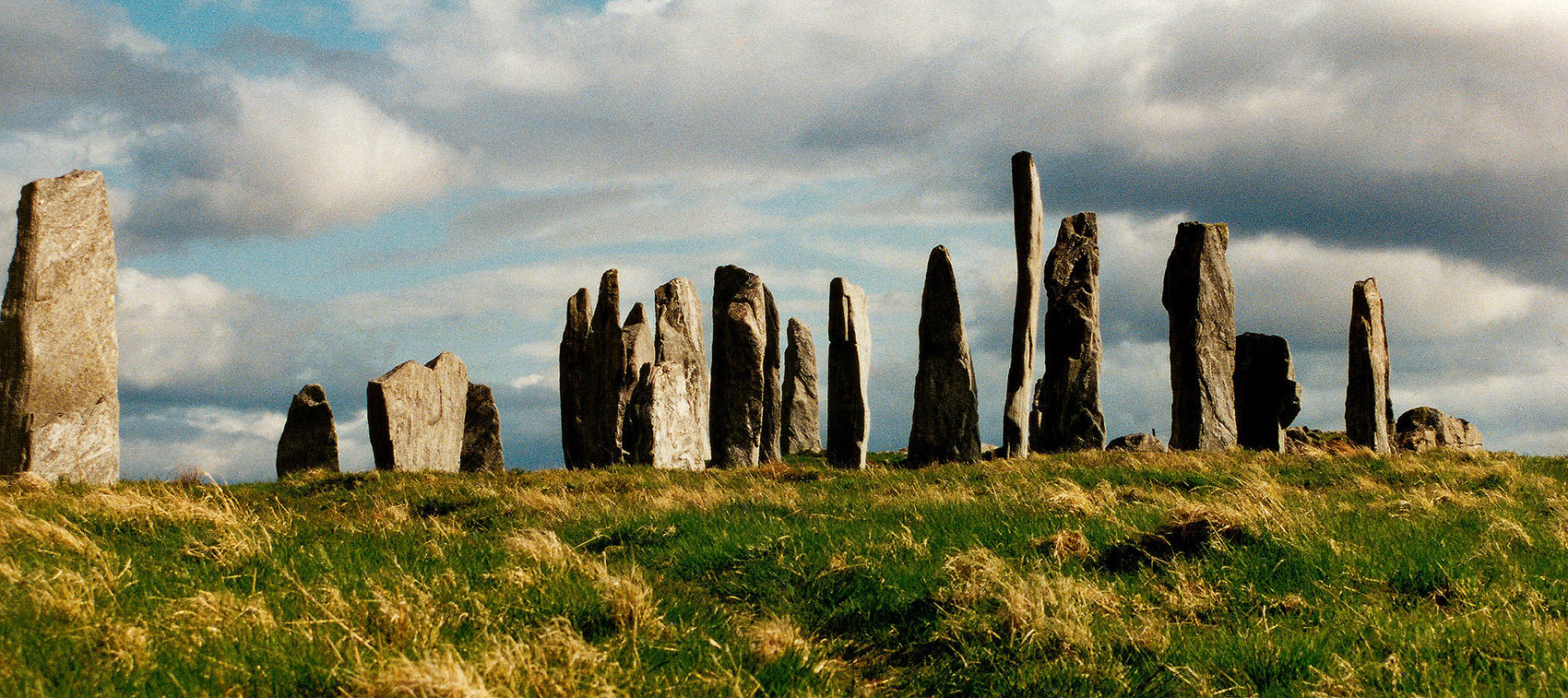
A callanishi állókövek, Lewis

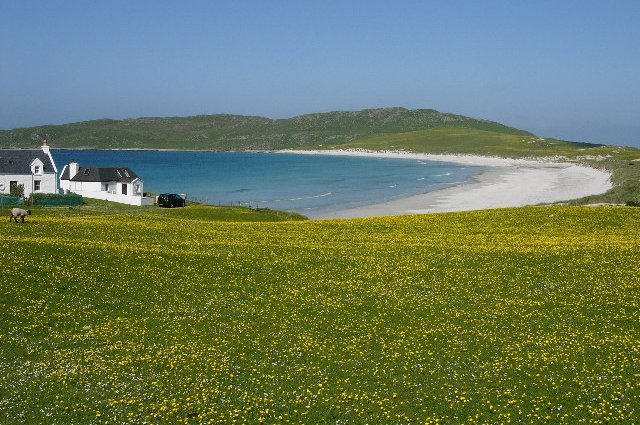
Lapos mező Balephuil Baynél, Tireen

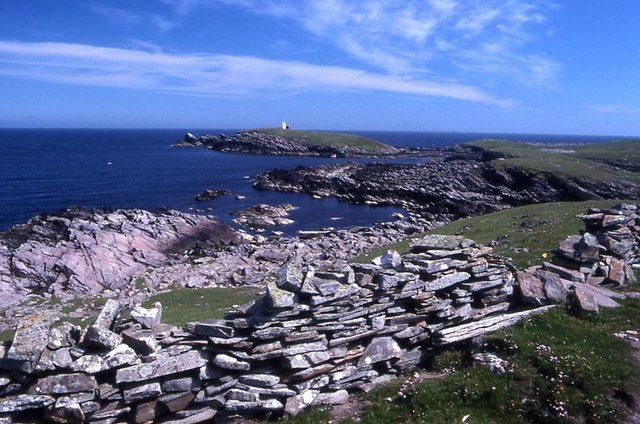
Mousa keleti partja Peerie Bard felé

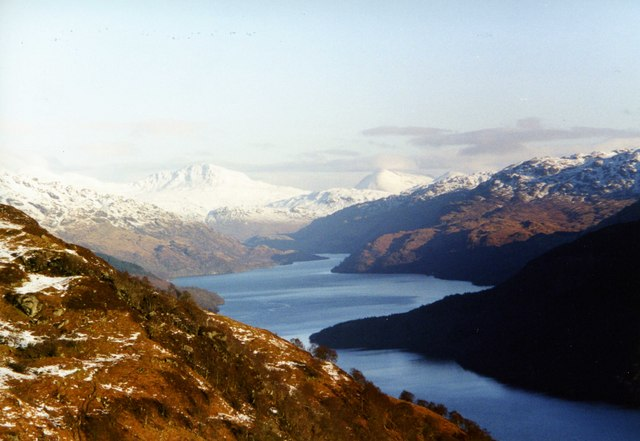
A Loch Lomond Beinn Dubh és Creag an t-Seilich felől

| Sziget                                         | Csoport            | Terület (ha) | Lakosság | Magasság (m) |
| ---------------------------------------------- | ------------------ | ------------ | -------- | ------------ |
| Ailsa Craig (Creag Ealasaid)                   | Firth of Clyde     | 99           | 0        | 338          |
| Arran (Eilean Arainn)                          | Firth of Clyde     | 43 201       | 5045     | 874          |
| Auskerry                                       | Orkney-szigetek    | 85           | 5        | 18           |
| Baleshare (Baile Sear)                         | Uists és Barra     | 910          | 49       | 12           |
| Balta                                          | Shetland-szigetek  | 80           | 0        | 44           |
| Barra (Barraigh)                               | Uists és Barra     | 5875         | 1078     | 383          |
| Barra Head (Beàrnaraigh)                       | Uists és Barra     | 204          | 0        | 193          |
| Benbecula (Beinn nam Fadhla)                   | Uists és Barra     | 8203         | 1219     | 124          |
| Berneray (Beàrnaraigh)                         | Uists és Barra     | 1010         | 136      | 93           |
| Bigga                                          | Shetland-szigetek  | 78           | 0        | 34           |
| Boreray (Boraraigh)                            | St. Kilda          | 86           | 0        | 384          |
| Boreray (Boraraigh)                            | Uists és Barra     | 204          | 0        | 56           |
| Bressay                                        | Shetland-szigetek  | 2805         | 384      | 226          |
| Brother-sziget                                 | Shetland-szigetek  | 40           | 0        | 25           |
| Bruray                                         | Külső-Skerries     | 55           | 26       | 53           |
| Burray                                         | Orkney-szigetek    | 903          | 357      | 80           |
| Bute (Eilean Bhòid)                            | Firth of Clyde     | 12 217       | 7149     | 278          |
| Calf of Eday                                   | Orkney-szigetek    | 243          | 0        | 54           |
| Calbha Mòr                                     | Edrachillis Bay    | 70           | 0        | 67           |
| Calve-sziget                                   | Mull               | 72           | 0        | 20           |
| Canna (Eilean Chanaigh)                        | Small-szigetek     | 1130         | 6        | 210          |
| Cara                                           | Islay              | 66           | 0        | 56           |
| Carna                                          | Mull               | 213          | 0        | 169          |
| Cava                                           | Orkney-szigetek    | 107          | 0        | 38           |
| Ceallasaigh Mòr                                | Uists és Barra     | 55           | 0        | 10           |
| Ceallasaigh Beag                               | Uists és Barra     | 46           | 0        | 10           |
| Ceann Ear                                      | Monach-szigetek    | 203          | 0        | 17           |
| Ceann Iar                                      | Monach-szigetek    | 154          | 0        | 19           |
| Coll (Colla)                                   | Mull               | 7685         | 164      | 104          |
| Colonsay (Colbhasa)                            | Islay              | 4074         | 108      | 143          |
| Copinsay                                       | Orkney-szigetek    | 73           | 0        | 64           |
| Danna                                          | Islay              | 315 *        | 5        | 54           |
| Davaar (Eilean Dà Bhàrr)                       | Firth of Clyde     | 52 *         | 2        | 115          |
| Dél-Havra                                      | Shetland-szigetek  | 59           | 0        | 42           |
| Dél-Rona (Rònaigh)                             | Skye               | 930          | 2        | 125          |
| Dél-Ronaldsay                                  | Orkney-szigetek    | 4980         | 854      | 118          |
| Dél-Uist (Uibhist a Deas)                      | Uists és Barra     | 32 026       | 1818     | 620          |
| Dél-Walls                                      | Orkney-szigetek    | 1100         | 120      | 57           |
| Dunglass-sziget (*)                            | River Conon        | 40 *         | 0        | 8            |
| Easdale (Eilean Eisdeal)                       | Slate-szigetek     | <20 *        | 58       | 38           |
| Eday                                           | Orkney-szigetek    | 2745         | 121      | 101          |
| Egilsay                                        | Orkney-szigetek    | 650          | 37       | 35           |
| Eigg (Eige)                                    | Small-szigetek     | 3049         | 67       | 393          |
| Eileach an Naoimh                              | Garvellachs        | 56           | 0        | 80           |
| Eilean Bàn                                     | Skót-felföld       | <10 *        | 2        | 5            |
| Eilean Chaluim Chille                          | Lewis és Harris    | 85           | 0        | 43           |
| Eilean Chearstaidh                             | Lewis és Harris    | 77           | 0        | 37           |
| Eilean Donan                                   | Skót-felföld       | <1 *         | 1        | 3            |
| Eilean Dubh Mòr                                | Slate-szigetek     | 65           | 0        | 53           |
| Eilean Fladday                                 | Belső-Hebridák     | 120          | 0        | 39           |
| Eilean Liubhaird                               | Lewis és Harris    | 125          | 0        | 76           |
| Eilean Macaskin                                | Islay              | 50           | 0        | 65           |
| Eilean Meadhonach                              | Crowlin-szigetek   | 77           | 0        | 54           |
| Eilean Mhealasta                               | Lewis és Harris    | 124          | 0        | 77           |
| Eilean Mhic Chrion                             | Islay              | 54 *         | 0        | 63           |
| Eilean Mòr                                     | Crowlin-szigetek   | 170          | 0        | 114          |
| Eilean Mòr (*)                                 | Lewis és Harris    | 59 *         | 0        | 64           |
| Eilean nan Ròn                                 | Skót-felföld       | 138          | 0        | 76           |
| Eilean Righ                                    | Islay              | 86           | 0        | 55           |
| Eilean Shona                                   | Small-szigetek     | 525          | 9        | 265          |
| Eilean Sùbhainn (*)                            | Loch Maree         | 118 *        | 0        | 36           |
| Eilean Tigh                                    | Skye               | 54           | 0        | 111          |
| Eilean Trodday                                 | Skye               | 42           | 0        | 45           |
| Eileanan Iasgaich                              | Uists és Barra     | 50           | 0        | 23           |
| Ensay (Easaigh)                                | Uists és Barra     | 186          | 0        | 49           |
| Eorsa                                          | Mull               | 122          | 0        | 98           |
| Eriska                                         | Loch Linnhe        | 310 *        | 0        | 47           |
| Eriskay (Èirisgeigh)                           | Uists és Barra     | 703          | 133      | 185          |
| Erraid (Eilean Earraid)                        | Mull               | 187          | 8        | 75           |
| Észak-Rona (Rònaigh)                           | Atlanti-óceán      | 109          | 0        | 108          |
| Észak-Ronaldsay                                | Orkney-szigetek    | 690          | 70       | 20           |
| Észak-Uist (Uibhist a Tuath)                   | Uists és Barra     | 30 305       | 1271     | 347          |
| Ewe-sziget (Eilean Iùbh)                       | Skót-felföld       | 309          | 12       | 72           |
| Eynhallow                                      | Orkney-szigetek    | 75           | 0        | 30           |
| Fair-sziget                                    | Shetland-szigetek  | 768          | 69       | 217          |
| Fara                                           | Orkney-szigetek    | 295          | 0        | 43           |
| Faray                                          | Orkney-szigetek    | 180          | 0        | 32           |
| Fetlar                                         | Shetland-szigetek  | 4078         | 86       | 158          |
| Fiaraidh                                       | Uists és Barra     | 41           | 0        | 30           |
| Flodaigh                                       | Uists és Barra     | 145 *        | 11       | 20           |
| Flodaigh Mòr                                   | Uists és Barra     | 58           | 0        | 28           |
| Flodday                                        | Uists és Barra     | 40           | 0        | 41           |
| Flotta                                         | Orkney-szigetek    | 876          | 81       | 58           |
| Foula                                          | Shetland-szigetek  | 1265         | 31       | 418          |
| Fraoch-eilean                                  | Uists és Barra     | 55           | ?        | 11           |
| Fuaigh Mòr (Vuia Mòr)                          | Lewis és Harris    | 84           | 0        | 67           |
| Fuday (Fuideigh)                               | Uists és Barra     | 232          | 0        | 89           |
| Fuiay (Fuidheigh)                              | Uists és Barra     | 84           | 0        | 107          |
| Gairsay                                        | Orkney-szigetek    | 240          | 3        | 102          |
| Garbh Eileach                                  | Garvellachs        | 142          | 0        | 110          |
| Garbh Eilean                                   | Shianr-szigetek    | 143          | 0        | 160          |
| Garbh Eilean (*)                               | Loch Maree         | 65 *         | 0        | 25           |
| Gigha (Giogha)                                 | Islay              | 1395         | 110      | 100          |
| Gighay (Gioghaigh)                             | Uists és Barra     | 96           | 0        | 95           |
| Glims Holm                                     | Orkney-szigetek    | 55           | 0        | 32           |
| Gometra (Gòmastra)                             | Mull               | 425          | 5        | 155          |
| Graemsay                                       | Orkney-szigetek    | 409          | 21       | 62           |
| Grimsay (Griomasaigh)                          | Uists és Barra     | 833          | 201      | 22           |
| Grimsay (Griomasaigh)                          | Uists és Barra     | 117 *        | 19       | 20           |
| Gruinard-sziget (Eilean Ghruinneard)           | Skót-felföld       | 196          | 0        | 106          |
| Gunna (Gunnaigh)                               | Mull               | 69           | 0        | 35           |
| Handa (Eilean Shannda)                         | Skót-felföld       | 309          | 0        | 123          |
| Hascosay                                       | Shetland-szigetek  | 275          | 0        | 30           |
| Hellisay (Theiliseigh)                         | Uists és Barra     | 142          | 0        | 79           |
| Hermetray (Thearnatraigh)                      | Uists és Barra     | 72           | 0        | 35           |
| Hildasay                                       | Shetland-szigetek  | 108          | 0        | 32           |
| Hirta (Hiort)                                  | St. Kilda          | 670          | 0        | 430          |
| Holy-sziget (Eilean MoLaise)                   | Firth of Clyde     | 253          | 13       | 314          |
| Horse-sziget                                   | Summer-szigetek    | 53           | 0        | 60           |
| Housay                                         | Külső-Skerries     | 163          | 50       | 53           |
| Hoy                                            | Orkney-szigetek    | 13 458       | 272      | 479          |
| Hunda                                          | Orkney-szigetek    | 100          | 0        | 41           |
| Inchcailloch (*) (Innis na Cailleach)          | Loch Lomond        | 50           | 0        | 85           |
| Inchcolm (Innis Choluim)                       | Firth of Forth     | 9 *          | 2        | 34           |
| Inchfad (*) (Innis Fada)                       | Loch Lomond        | c.40 *       | 2        | 24           |
| Inch Kenneth (Innis Choinnich)                 | Mull               | 55           | 0        | 49           |
| Inchlonaig (*)                                 | Loch Lomond        | 80           | 0        | 62           |
| Inchmarnock (Innis Mheàrnaig)                  | Firth of Clyde     | 266          | 0        | 60           |
| Inchmurrin (*) (Innis Mheadhran)               | Loch Lomond        | 120          | 13       | 89           |
| Inchtavannach (*) (Innis Taigh a' Mhanaich)    | Loch Lomond        | 70           | 3        | 84           |
| Innis Chonan (*)                               | Loch Awe           | 8 *          | 1        | 62           |
| Iona (Ì Chaluim Chille)                        | Mull               | 877          | 125      | 100          |
| Isay (Ìosaigh)                                 | Skye               | 60           | 0        | 28           |
| Islay (Ìle)                                    | Islay              | 61 956       | 3457     | 491          |
| Jura (Diùra)                                   | Islay              | 36 692       | 188      | 785          |
| Kelet-Burra                                    | Shetland-szigetek  | 515          | 66       | 81           |
| Kerrera (Cearrara)                             | Firth of Lorn      | 1214         | 42       | 189          |
| Killegray (Ceileagraigh)                       | Lewis és Harris    | 176          | 0        | 45           |
| Kirkibost (Eilean Chirceboist)                 | Uists és Barra     | 205          | 0        | 7            |
| Kis-Bernera (Beàrnaraigh Beag)                 | Lewis és Harris    | 138          | 0        | 41           |
| Kis-Colonsay (Colbhasa Beag)                   | Mull               | 88           | 0        | 61           |
| Kis-Cumbrae (Cumaradh Beag)                    | Firth of Clyde     | 313          | 0        | 123          |
| Lamba                                          | Shetland-szigetek  | 43           | 0        | 35           |
| Lamb Holm                                      | Orkney-szigetek    | 40           | 0        | 20           |
| Lewis és Harris (Leòdhas agus na Hearadh)      | Lewis és Harris    | 217 898      | 19918    | 799          |
| Linga (Muckle Roe)                             | Shetland-szigetek  | 70           | 0        | 69           |
| Linga (Yell)                                   | Shetland-szigetek  | 45           | 0        | 26           |
| Linga Holm                                     | Orkney-szigetek    | 57           | 0        | 10           |
| Lismore (Lios Mòr)                             | Loch Linnhe        | 2351         | 146      | 127          |
| Longa-sziget (Longa)                           | Skót-felföld       | 126          | 0        | 70           |
| Longay (Longaigh)                              | Skye               | 50           | 0        | 67           |
| Luing (An t-Eilean Luinn)                      | Slate-szigetek     | 1430         | 212      | 94           |
| Lunga                                          | Slate-szigetek     | 254          | 7        | 98           |
| Lunga                                          | Treshnish-szigetek | 81           | 0        | 103          |
| Mainland                                       | Orkney-szigetek    | 52 325       | 15315    | 271          |
| Mainland                                       | Shetland-szigetek  | 96 879       | 17550    | 450          |
| Martin-sziget (Eilean Mhàrtainn)               | Summer-szigetek    | 157          | 0        | 120          |
| May-sziget (Eilean Mhàigh)                     | Firth of Forth     | 45           | 0        | 50           |
| Mingulay (Miughalaigh)                         | Uists és Barra     | 640          | 0        | 273          |
| Moncrieffe-sziget (*) (Eilean Monadh Craoibhe) | River Tay          | 46 *         | 3        | 5            |
| Mousa                                          | Shetland-szigetek  | 180          | 0        | 55           |
| Muck (Eilean nam Muc)                          | Small-szigetek     | 559          | 30       | 137          |
| Muckle Roe                                     | Shetland-szigetek  | 1773         | 104      | 267          |
| Muldoanich (Maol Dòmhnaich)                    | Uists és Barra     | 78           | 0        | 153          |
| Mull (Muile)                                   | Mull               | 87 535       | 2667     | 966          |
| Nagy-Bernera (Bearnaraigh Mòr)                 | Lewis és Harris    | 2122         | 233      | 87           |
| Nagy-Cumbrae (Cumaradh Mòr)                    | Firth of Clyde     | 1168         | 1434     | 127          |
| Noss                                           | Shetland-szigetek  | 343          | 0        | 181          |
| Nyugat-Burra                                   | Shetland-szigetek  | 743          | 753      | 217          |
| Nyugat-Linga                                   | Shetland-szigetek  | 125          | 0        | 52           |
| Oldany-sziget                                  | Skót-felföld       | 200 *        | 0        | 104          |
| Oronsay (Orasaigh)                             | Islay              | 543          | 5        | 93           |
| Oronsay (Orasaigh)                             | Uists és Barra     | 85           | 0        | 25           |
| Oronsay (Orasaigh)                             | Mull               | 230 *        | 0        | 58           |
| Oxna                                           | Shetland-szigetek  | 68           | 0        | 38           |
| Pabay (Pabaigh)                                | Skye               | 122          | 0        | 28           |
| Pabay Mòr                                      | Lewis és Harris    | 101          | 0        | 68           |
| Pabbay (Pabaigh)                               | Uists és Barra     | 250          | 0        | 171          |
| Pabbay (Pabaigh)                               | Lewis és Harris    | 820          | 0        | 196          |
| Papa                                           | Shetland-szigetek  | 59           | 0        | 32           |
| Papa Little                                    | Shetland-szigetek  | 226          | 0        | 82           |
| Papa Stour                                     | Shetland-szigetek  | 828          | 23       | 87           |
| Papa Stronsay                                  | Orkney-szigetek    | 74           | 10       | 13           |
| Papa Westray                                   | Orkney-szigetek    | 918          | 65       | 48           |
| Priest-sziget (Eilean a' Chlèirich)            | Summer-szigetek    | 122          | 0        | 78           |
| Raasay (Ratharsair)                            | Skye               | 6405         | 192      | 443          |
| Ristol-sziget (Eilean Ruisteil)                | Summer-szigetek    | 225 *        | 0        | 71           |
| Ronay (Rònaigh)                                | Uists és Barra     | 563          | 0        | 115          |
| Rousay                                         | Orkney-szigetek    | 4860         | 212      | 250          |
| Rùm                                            | Small-szigetek     | 10 463       | 22       | 812          |
| Samphrey                                       | Shetland-szigetek  | 66           | 0        | 29           |
| Sanda-sziget (Sésaigh)                         | Firth of Clyde     | 151          | 1        | 123          |
| Sanday (Sandaigh)                              | Orkney-szigetek    | 5043         | 478      | 65           |
| Sanday (Sandaigh)                              | Small-szigetek     | 184          | 6        | 59           |
| Sandray (Sanndraigh)                           | Uists és Barra     | 385          | 0        | 207          |
| Scalpay (Sgalpaigh)                            | Skye               | 2483         | 10       | 392          |
| Scalpay (Sgalpaigh)                            | Lewis és Harris    | 653          | 322      | 104          |
| Scarba (Sgarba)                                | Islay              | 1474         | 0        | 449          |
| Scarp (An Sgarp)                               | Lewis és Harris    | 1045         | 0        | 308          |
| Seaforth-sziget (Eilean Shìphiort)             | Lewis és Harris    | 273          | 0        | 217          |
| Seil (Saoil)                                   | Slate-szigetek     | 1329         | 560      | 146          |
| Sgeotasaigh                                    | Lewis és Harris    | 49           | 0        | 57           |
| Shapinsay                                      | Orkney-szigetek    | 2948         | 300      | 64           |
| Shillay (Siolaigh)                             | Lewis és Harris    | 47           | 0        | 79           |
| Shuna (Siuna)                                  | Slate-szigetek     | 451          | 1        | 90           |
| Shuna (Siuna)                                  | Loch Linnhe        | 155          | 0        | 71           |
| Skye (An t-Eilean Sgitheanach)                 | Skye               | 165 625      | 9232     | 993          |
| Soay (Sòdhaigh)                                | Skye               | 1036         | 7        | 141          |
| Soay (Soaigh)                                  | St. Kilda          | 99           | 0        | 378          |
| Soay Mòr (Sòdhaigh Mòr)                        | Lewis és Harris    | 45           | 0        | 37           |
| Stockinish-sziget (Eilean Stocainis)           | Lewis és Harris    | 49           | 0        | 44           |
| Stroma (Sròmaigh)                              | Skót-felföld       | 375          | 0        | 53           |
| Stromay (Sròmaigh)                             | Uists és Barra     | 66           | 0        | 16           |
| Stronsay                                       | Orkney-szigetek    | 3275         | 343      | 44           |
| Stuley                                         | Uists és Barra     | 45           | 0        | 40           |
| Switha                                         | Orkney-szigetek    | 41           | 0        | 29           |
| Swona                                          | Orkney-szigetek    | 92           | 0        | 41           |
| Tahay (Taghaigh)                               | Uists és Barra     | 53           | 0        | 65           |
| Tanera Beag                                    | Summer-szigetek    | 66           | 0        | 83           |
| Tanera Mòr (Tannara Mòr)                       | Summer-szigetek    | 310          | 5        | 124          |
| Taransay (Tarasaigh)                           | Lewis és Harris    | 1475         | 0        | 267          |
| Texa                                           | Islay              | 48           | 0        | 48           |
| Tiree (Tiriodh)                                | Mull               | 7834         | 770      | 141          |
| Torsa                                          | Slate-szigetek     | 113          | 0        | 62           |
| Trondra                                        | Shetland-szigetek  | 275          | 133      | 60           |
| Ulva (Ulbha)                                   | Mull               | 1990         | 16       | 313          |
| Unst                                           | Shetland-szigetek  | 12 068       | 720      | 284          |
| Uyea                                           | Shetland-szigetek  | 205          | 0        | 50           |
| Vaila                                          | Shetland-szigetek  | 327          | 2        | 95           |
| Vacsay (Bhacsaigh)                             | Lewis és Harris    | 41           | 0        | 34           |
| Vallay (Bhàlaigh)                              | Uists és Barra     | 260          | 0        | 38           |
| Vatersay (Bhatarsaigh)                         | Uists és Barra     | 960          | 94       | 185          |
| Vementry                                       | Shetland-szigetek  | 370          | 0        | 90           |
| Westray                                        | Orkney-szigetek    | 4713         | 563      | 169          |
| Whalsay                                        | Shetland-szigetek  | 1970         | 1034     | 119          |
| Wiay (Fuidheigh)                               | Skye               | 148          | 0        | 60           |
| Wiay (Fuidheigh)                               | Uists és Barra     | 375          | 0        | 102          |
| Wyre                                           | Orkney-szigetek    | 311          | 18       | 32           |
| Yell                                           | Shetland-szigetek  | 21 211       | 957      | 205          |

## Édesvízi szigetek
Számos édesvízi sziget található Skóciában a fent felsoroltakon kívül, amelyeknek nagy szerepük volt az ország történetében. Ilyenek pl. a Lochindorb Castle-sziget, a Loch Leven Castle-sziget, a Staint Serf's Inch, az Inchmahome stb.
Inchmurrin a legnagyobb édesvízi sziget a Brit-szigeteken, mely a Loch Lomondban található, több mint 60 másik sziget szomszédságában. A Loch Maree is több szigetet ölel körül, közülük a legnagyobbak az Eilean Sùbhainn, a Garbh Eilean és az Eilean Ruairidh Mòr.

## Kisebb szigetek
A következő lista a 40 hektárnál kisebb skóciai lakatlan szigeteket tartalmazza:
| Név                        | Szigetcsoport / Hely         |
| -------------------------- | ---------------------------- |
| Bac Mòr                    | Treshnish-szigetek           |
| Bass Rock                  | Firth of Forth               |
| Bayble-sziget              | Lewis és Harris              |
| Bearasaigh                 | Loch Ròg                     |
| Belnahua                   | Slate-szigetek               |
| Bound Skerry               | Shetland-szigetek            |
| Bottle-sziget              | Summer-szigetek              |
| Brough of Birsay           | Orkney-szigetek              |
| Cairn na Burgh Beag        | Treshnish-szigetek           |
| Cairn na Burgh Mor         | Treshnish-szigetek           |
| Calbha Beag                | Edrachillis Bay              |
| Calf of Flotta             | Orkney-szigetek              |
| Calvay                     | Külső-Hebridák               |
| Campaigh                   | Loch Ròg                     |
| Castle-sziget              | Alsó Firth of Clyde-szigetek |
| Clett                      | Belső-Hebridák               |
| Corn Holm                  | Orkney-szigetek              |
| Craigleith                 | Firth of Forth               |
| Craiglethy                 | Fowlsheugh                   |
| Cramond-sziget             | Firth of Forth               |
| Damsay                     | Orkney-szigetek              |
| Déli-Gletness-sziget       | Shetland-szigetek            |
| Dore Holm                  | Shetland-szigetek            |
| Dubh Artach                | Belső-Hebridák               |
| Dùn                        | Saint Kilda-szigetcsoport    |
| Dùn Channuill              | Garvellachs                  |
| Eilean Chathastail         | Belső-Hebridák               |
| Eilean Dubh                | Alsó Firth of Clyde-szigetek |
| Eilean Dubh                | Summer-szigetek              |
| Eilean Horrisdale          | Wester Ross                  |
| Eilean Ighe                | Arisaig                      |
| Eilean Mhuire              | Shiant-szigetek              |
| Eilean Mòr (Loch Dunvegan) | Skye                         |
| Eilean Mullagrach          | Summer-szigetek              |
| Észak-Havra                | Shetland-szigetek            |
| Eyebroughy                 | Firth of Forth               |
| Fidra                      | Firth of Forth               |
| Fish Holm                  | Shetland-szigetek            |
| Fladda                     | Slate-szigetek               |
| Fladda                     | Treshnish-szigetek           |
| Flodday (Vatersay)         | Uist és Barra                |
| Fuaigh Beag (Vuia Beg)     | Loch Ròg                     |
| Garbh Sgeir                | Belső-Hebridák               |
| Gigalum-sziget             | Belső-Hebridák               |
| Gloup Holm                 | Shetland-szigetek            |
| Glunimore-sziget           | Alsó Firth of Clyde-szigetek |
| Grunay                     | Külső-Skerries               |
| Gruney                     | Shetland-szigetek            |
| Gualan                     | Külső-Hebridák               |
| Haaf Gruney                | Shetland-szigetek            |
| Harlosh-sziget             | Belső-Hebridák               |
| Haskeir                    | Külső-Hebridák               |
| Haskeir Eagach             | Külső-Hebridák               |
| Hearnish                   | Monach-szigetek              |
| Helliar Holm               | Orkney-szigetek              |
| Hestan-sziget              | Solway Firth                 |
| Holm of Faray              | Orkney-szigetek              |
| Holm of Huip               | Orkney-szigetek              |
| Holm of Papa               | Orkney-szigetek              |

| Név                     | Szigetcsoport / Hely         |
| ----------------------- | ---------------------------- |
| Holm of Scockness       | Orkney-szigetek              |
| Horse-sziget            | Alsó Firth of Clyde-szigetek |
| Huney                   | Shetland-szigetek            |
| Inchgarvie              | Firth of Forth               |
| Inchkeith               | Firth of Forth               |
| Inchmickery             | Firth of Forth               |
| Innis Mhòr              | Easter Ross                  |
| Kelet-Linga             | Shetland-szigetek            |
| Kili Holm               | Orkney-szigetek              |
| Kis-Linga               | Shetland-szigetek            |
| Kis-Roe                 | Shetland-szigetek            |
| Külső-Stack (Out Stack) | Shetland-szigetek            |
| Lady's Holm             | Shetland-szigetek            |
| Lady-sziget             | Alsó Firth of Clyde-szigetek |
| Linga (Samphrey)        | Shetland-szigetek            |
| Lingeigh                | Külső-Hebridák               |
| Lunna Holm              | Shetland-szigetek            |
| Maiden-sziget           | Belső-Hebridák               |
| Mingay                  | Belső-Hebridák               |
| Muckle Flugga           | Shetland-szigetek            |
| Muckle Green Holm       | Orkney-szigetek              |
| Muckle Skerry           | Pentland Skerries            |
| Mugdrum-sziget          | Firth of Tay                 |
| Nave-sziget             | Islay                        |
| Oigh-Sgeir              | Belső-Hebridák               |
| Orfasay                 | Shetland-szigetek            |
| Ornsay                  | Belső-Hebridák               |
| Orsay                   | Belső-Hebridák               |
| Pladda                  | Alsó Firth of Clyde-szigetek |
| Rockall                 | Atlanti-óceán                |
| Rough                   | Solway Firth                 |
| Rusk Holm               | Orkney-szigetek              |
| Rysa Little             | Orkney-szigetek              |
| Saint Ninian-sziget     | Shetland-szigetek            |
| Scaravay                | Külső-Hebridák               |
| Sgat Mòr és Sgat Beag   | Alsó Firth of Clyde-szigetek |
| Sibhinis                | Monach-szigetek              |
| Sheep-sziget            | Alsó Firth of Clyde-szigetek |
| Shillay                 | Monach-szigetek              |
| Soay Beag               | Külső-Hebridák               |
| Stac an Armin           | Saint Kilda-szigetcsoport    |
| Stac Biorach            | Saint Kilda-szigetcsoport    |
| Stac Lee                | Saint Kilda-szigetcsoport    |
| Stac Levenish           | Saint Kilda-szigetcsoport    |
| Staffa                  | Belső-Hebridák               |
| Stockay                 | Monach-szigetek              |
| Stuley                  | Külső-Hebridák               |
| Sula Sgeir              | Atlanti-óceán                |
| Sule Skerry             | Atlanti-óceán                |
| Sule Stack              | Atlanti-óceán                |
| Sweyn Holm              | Orkney-szigetek              |
| Tarner-sziget           | Belső-Hebridák               |
| The Lamb                | Firth of Forth               |
| Trialabreac             | Külső-Hebridák               |
| Urie Lingey             | Shetland-szigetek            |
| Uyea                    | Shetland-szigetek            |
| Uynarey                 | Shetland-szigetek            |
| Vacsay                  | Loch Ròg                     |

## Kisebb szigetcsoportok

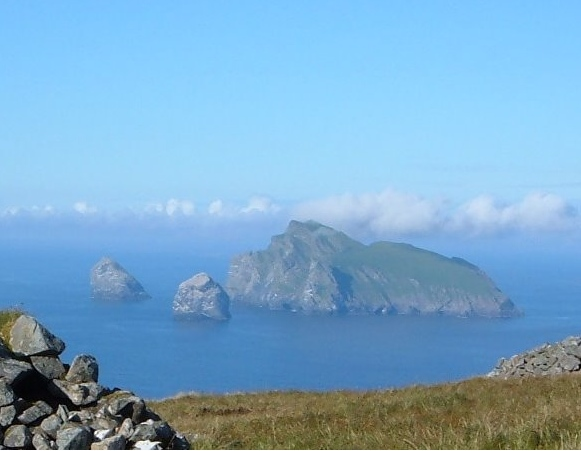
Boreray, Stac Lee és Stac an Armin (balra) a Conachair csúcsáról, Saint Kilda-szigetcsoport

Van számos olyan kisebb szigetcsoport, amely ismertebb, mint az őket tartalmazó nagyobb csoportok:
| Név                                 | Szigetcsoport / Hely            |
| ----------------------------------- | ------------------------------- |
| Ascrib-szigetek                     | Skye                            |
| Burnt-szigetek                      | Firth of Clyde                  |
| Crowlin-szigetek                    | Skye                            |
| Flannan-szigetek                    | Lewis és Harris                 |
| Fleet-szigetek                      | Solway Firth (Wigtown Bay)      |
| Garvellachs                         | Firth of Lorn                   |
| MacCormaig-szigetek                 | Islay                           |
| Monach-szigetek                     | Uist                            |
| Külső-Skerries                      | Shetland-szigetek               |
| Pentland Skerries                   | Orkney-szigetek                 |
| Rabbit-szigetek (Eileanan nan Gall) | Skót-felföld (Észak-Sutherland) |
| Ramna Stacks                        | Shetland-szigetek               |
| Scalloway-szigetek                  | Shetland-szigetek               |
| Shiant-szigetek                     | Lewis és Harris                 |
| Slate-szigetek                      | Firth of Lorn                   |
| Saint Kilda-szigetcsoport           | Lewis és Harris                 |
| Summer-szigetek                     | Belső-Hebridák                  |
| Treshnish-szigetek                  | Mull                            |

## Legmagasabb szigetek
Skócia szigetei 33 háromezer lábnál (914,4 m) magasabb csúccsal (munro) rendelkeznek, ezekből tizenkettő Skye-on található. Ezen kívül 227 olyan domb található itt, melynek relatív magassága legalább 150 m. Az alábbi táblázat a szigeteken található legmagasabb csúcsokat tartalmazza, amelyek legalább 300 m magasabbak:

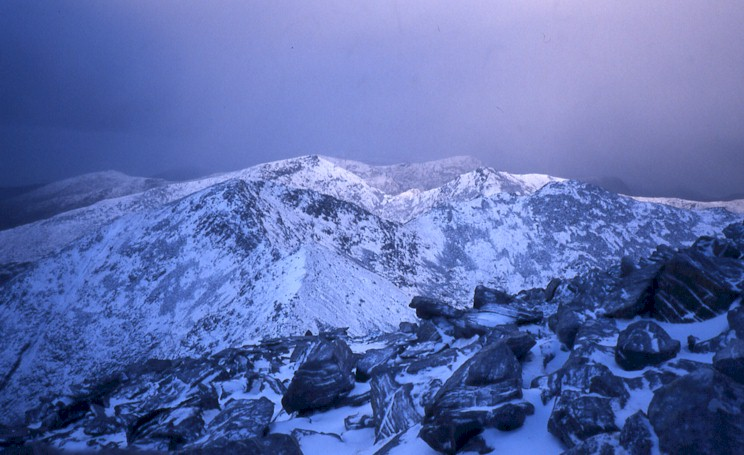
Clisham, Harris

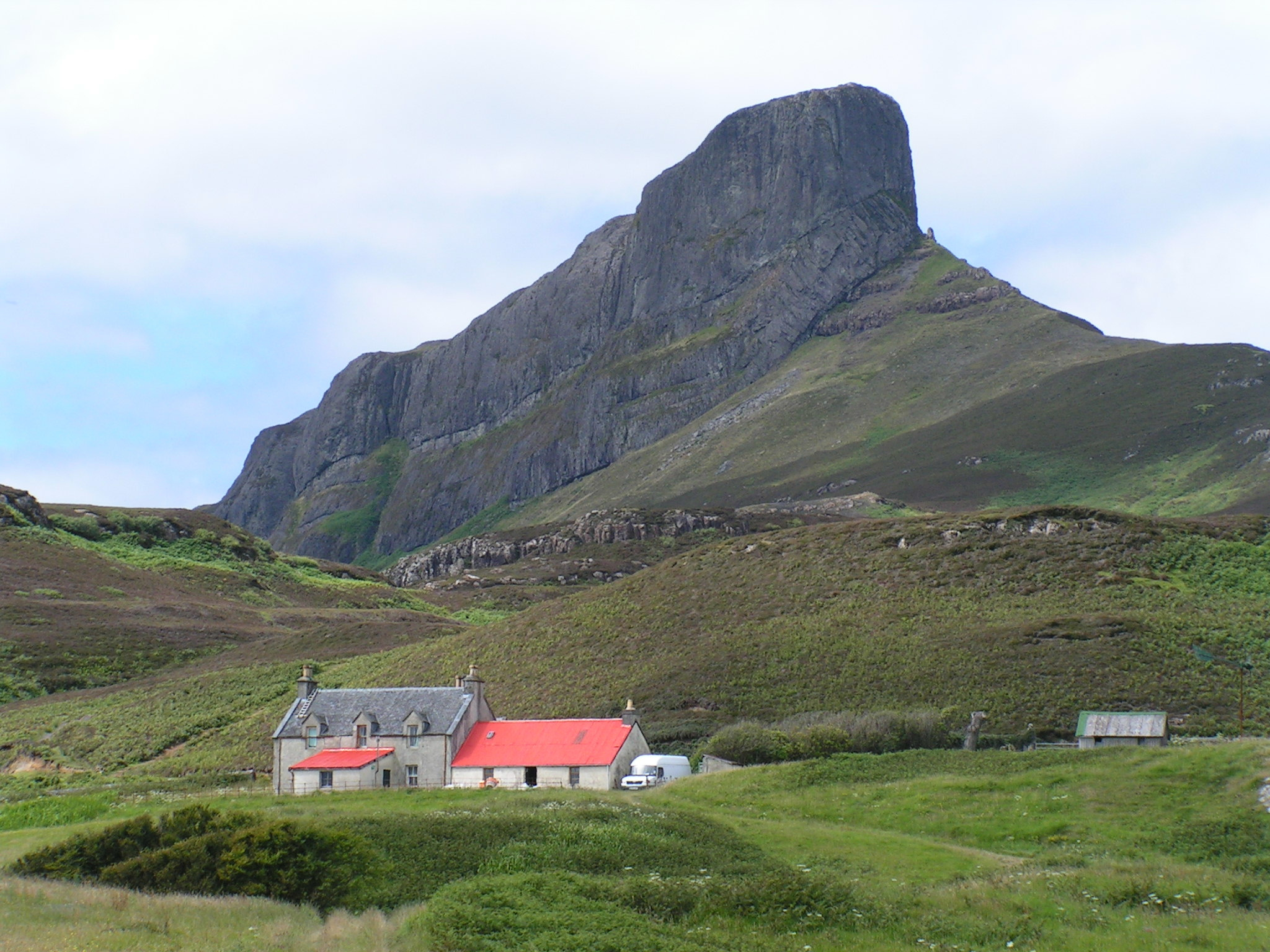
An Sgùrr, Eigg

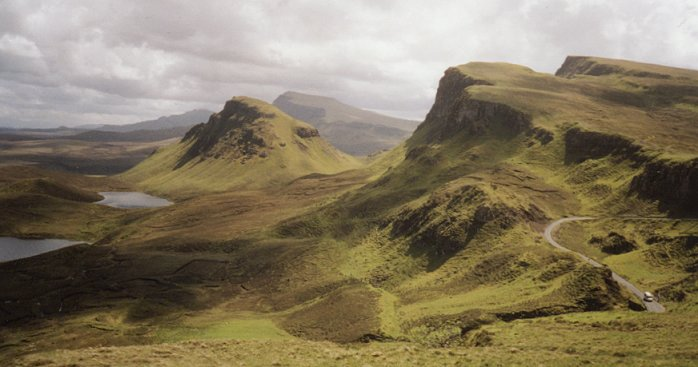
A Quiraing sziklaormai Skye-on

| Sorrend | Sziget          | Hegy(ség)         | Magasság (láb) | Magasság (m) |
| ------- | --------------- | ----------------- | -------------- | ------------ |
| 1       | Skye            | Sgùrr Alasdair    | 3,258          | 993          |
| 2       | Mull            | Ben More          | 3,169          | 966          |
| 3       | Arran           | Goat Fell         | 2,867          | 874          |
| 4       | Rùm             | Askival           | 2,664          | 812          |
| 5       | Lewis és Harris | Clisham           | 2,621          | 799          |
| 6       | Jura            | Beinn an Òir      | 2,575          | 785          |
| 7       | Dél-Uist        | Beinn Mhòr        | 2,034          | 620          |
| 8       | Islay           | Beinn Bheigier    | 1,610          | 491          |
| 9       | Hoy             | Ward Hill         | 1,571          | 479          |
| 10      | Mainland        | Ronas Hill        | 1,476          | 450          |
| 11      | Scarba          | Cruach Scarba     | 1,473          | 449          |
| 12      | Raasay          | Dùn Caan          | 1,453          | 443          |
| 13      | Hirta           | Conachair         | 1,410          | 430          |
| 14      | Foula           | The Sneug         | 1,371          | 418          |
| 15      | Eigg            | An Sgùrr          | 1,289          | 393          |
| 16      | Scalpay         | Mullach na Càrn   | 1,286          | 392          |
| 17      | Boreray         | Mullach an Eilein | 1,259          | 384          |
| 18      | Barra           | Heaval            | 1,256          | 383          |
| 19      | Soay            | Cnoc Glas         | 1,240          | 378          |
| 20      | Észak-Uist      | Eavel             | 1,138          | 347          |
| 21      | Ailsa Craig     | The Cairn         | 1,108          | 338          |
| 22      | Holy-sziget     | Mullach Mòr       | 1,030          | 314          |
| 23      | Ulva            | Beinn Creagach    | 1,026          | 313          |
| 24      | Scarp           | Sròn Romul        | 1,010          | 308          |

## Egykori szigetek

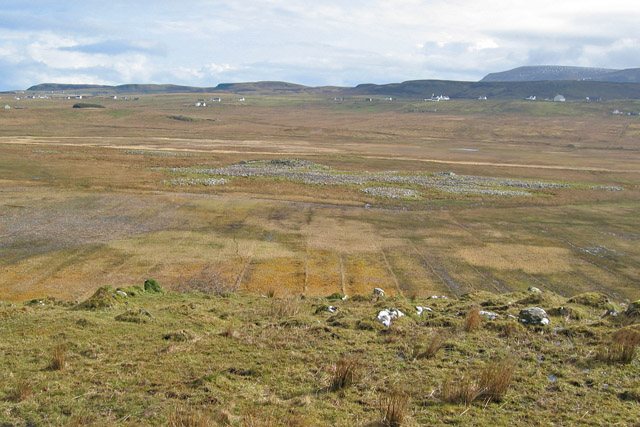
Romos egyházi épületek maradványai Eilean Chaluim Chille szigeten, a skye-i Kilmuir közelében

A következő listában szereplő helyek egykor szigetek voltak, de valamilyen ok miatt (eliszaposodás, beépítés) ma már nem azok:
- Scalp na Caoraich, Cridhe An Uisge, Rònach és Scalp Phàdraig Mhòir – négy apró sziget a Ness deltájában Invernessnél, melyeket a 19. században elbontottak.
- Broch of Clickimin egykor sziget volt a Loch of Clickiminben, a Shetland-szigeteki Lerwicknél. Eredetileg part menti sziget volt, de i.e. 200 körül a tavat elválasztották a tengertől, és a sziget kapcsolatba került a szárazfölddel.[19]
- Bunglan valaha különálló sziget volt, manapság két tomboló köti össze Samphrey-vel.
- Eilean-a-beithich egyike volt a Slate-szigeteknek az Easdale Soundban. Mára sziget külső peremének kivételével 76 m-es mélységig kibányászták a sziget kőanyagát. A perem is csak időnként látható, a vízállástól függően[20]
- Eilean Chaluim Chille egy sziget volt Kilmuirtól nem messze, Skye-on egy tóban. A 13. században Páll lecsapoltatta a tavat, így a sziget a környező vidékhez kapcsolódott.
- Inchbraoch vagy más néven Rossie-sziget, ma a Montrosei-öböl déli partjának része.
- Inch of Culter egy sziget volt a Dee-ben, Maryculter közelében.[21]
- Innis Bheag vagy Paterson-sziget Portmahomack mellett ma már állandó kapcsolatban van a Morrich More dűnevidékével.[22]
- Keith Inch (nem keverendő össze Inchkeith-szel) ma a peterheadi kikötő része, ez a skót szárazföld legkeletibb pontja.
- King's Inch szintén egy kis sziget volt a Clyde és a Cart folyók összefolyásánál, rajta állt a 19. században elbontott Renfrew vára.
- North Inch, egyike Perth „incheinek”, egykori sziget a Tay-en.
- Rosyth Castle is egykoron egy árapály szigeten állt a Fifth of Forth északi partjánál, ma feltöltött terület veszi körül.
- Preston-sziget egy mesterséges létesítmény Low Valleyfieldtől délre. Ma teljesen feltöltött terület, melynek anyagát a közeli Longannet hőerőmű salakja adja.[23]
- Viking-Bergen-sziget egy elsüllyedt terület a korai holocénból. Ma a Viking-Bergen-pad található a helyén.
- Whiteinch, ma Glasgow része.

## Híddal összekapcsolt szigetek

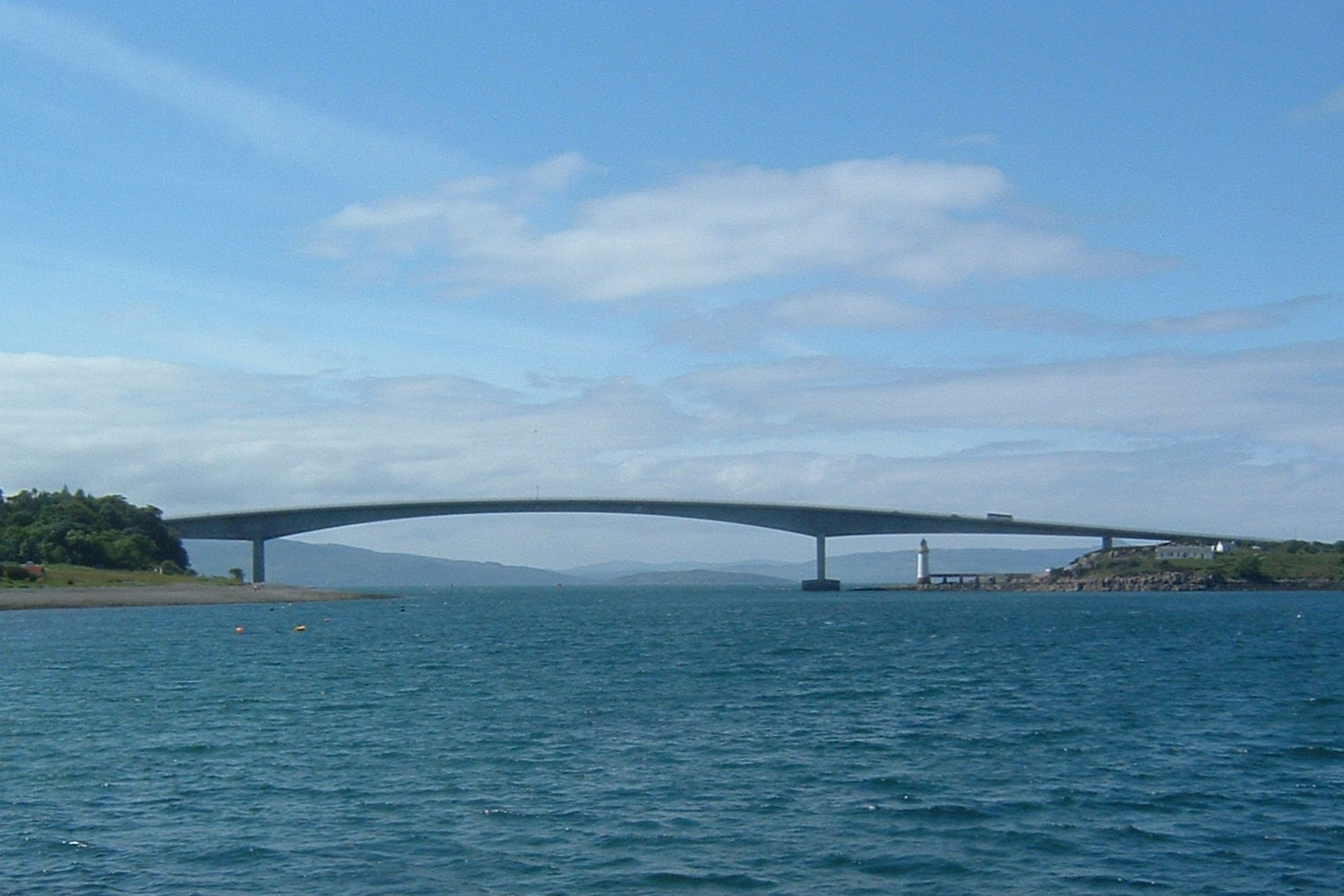
Skye-i híd, Skye

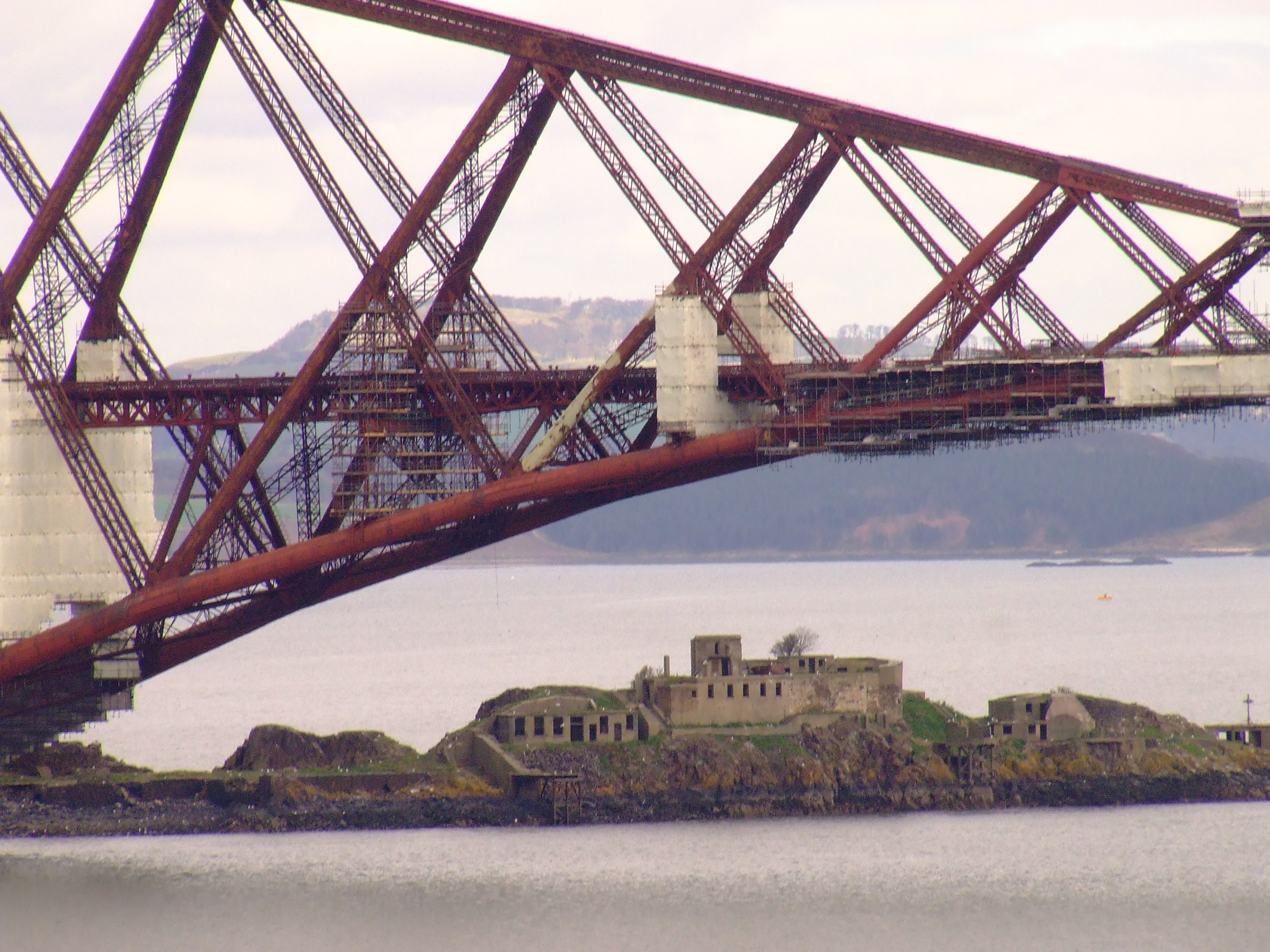
Inchgarvie a Forth-i vasúti híd alatt

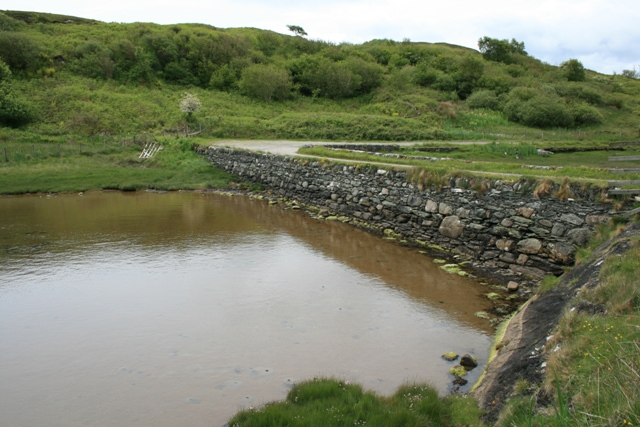
Kő töltésút Dannára

Számos skóciai sziget híddal kapcsolódik a szárazföldhöz vagy egymáshoz. Egyesek ezeket a szigeteket nem is tekintik szigeteknek többé, és így is kezelik őket.
Külső-Hebridák
A déli Külső-Hebridák közül sok híddal, vagy töltésúttal kapcsolódik egymáshoz:
- Baleshare
- Benbecula
- Berneray
- Eriskay
- Grimsay
- North Uist
- South Uist

Vatersay és Barra csak egymáshoz kapcsolódik egy töltésúttal, a fent felsorolt többi szigethez nem.
Északon Scalpay és Nagy-Bernera híddal kapcsolódik Lewis és Harrishez.
Belső-Hebridák
- Skye a Skye-i híddal kapcsolódik a szárazföldhöz, mely áthalad Eilean Bànon is.
- Eilean Donan egy kőhíddal kapcsolódik a szárazföldhöz.
- Eriska is híddal kapcsolódik a szárazföldhöz.
- Seilt a szárazfölddel a Thomas Telford tervezte, 1792-ben elkészült Clachan híd köti össze. A híd ismertebb neve: „Híd az Atlanti-óceán felett”(Bridge over The Atlantic).
- Danna egy töltésúttal kapcsolódik a szárazföldhöz.

Orkney-szigetek

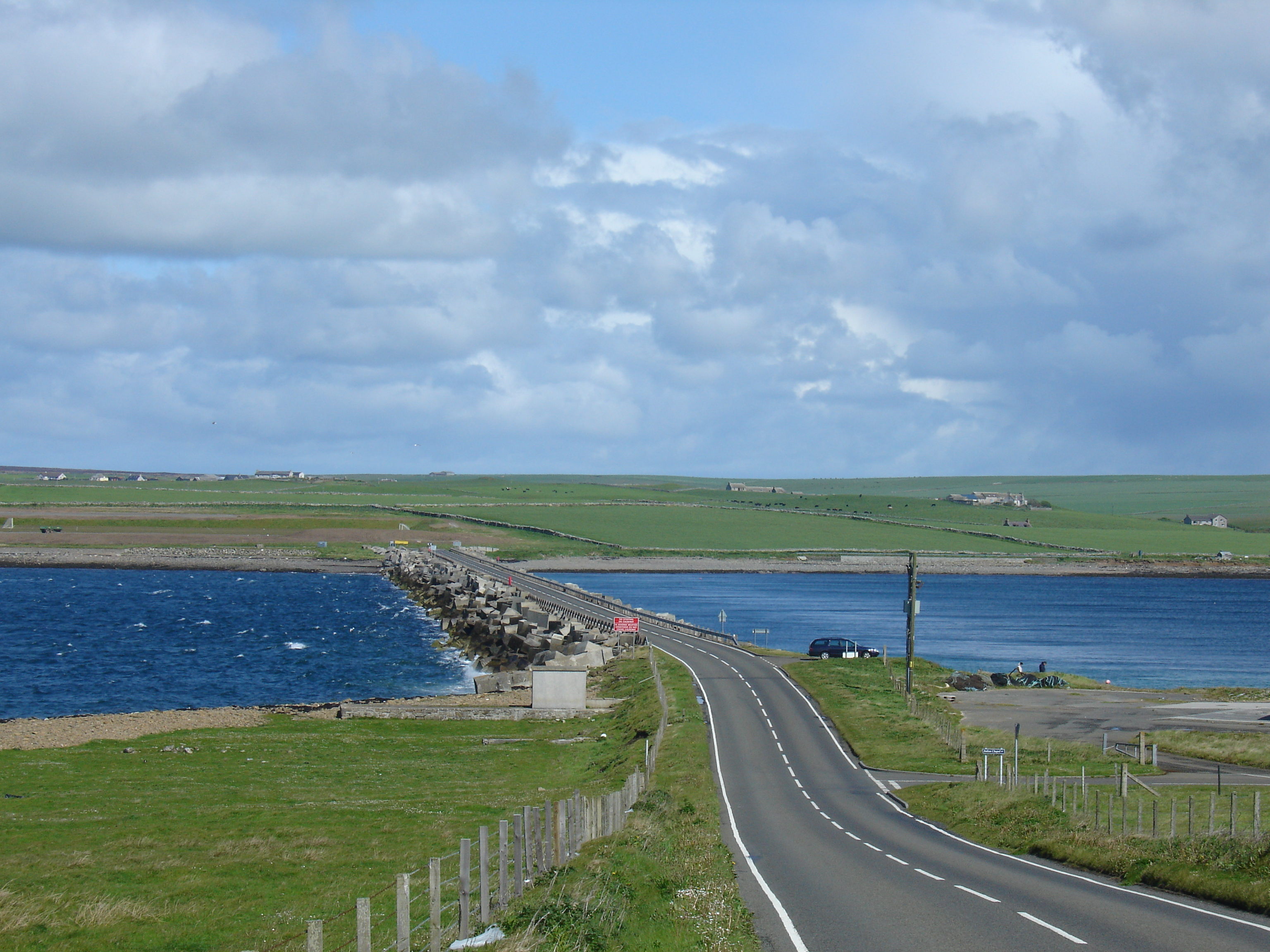
Az első Churchill gát a Kirk Soundban

Négy orkney-i sziget (South Ronaldsay, Burray, Lamb Holm, Glims Holm) töltésutakkal kapcsolódik az Orkney Mainlandhez, ezeket a '40-es évek elején épített töltéseket Churchill gátaknak hívják.
Hunda is töltésúttal kapcsolódik Burrayhez.
South Walls és Hoy az „Ayre” nevű töltéssel kapcsolódik egymáshoz. Az egyesült királysági népszámlálásokon egy egységnek tekintik ezt a két szigetet, és „Hoy” név alatt listázzák az adatokat.
Szóba került két tenger alatti alagút építése a szárazföld (Caithness) és Orkney Mainland, valamint Orkney Mainland és Shapinsay között.
Shetland-szigetek
Néhány szigetkapsolatban van a shetlandi Mainlanddal:
- Nyugat-Burra és Kelet-Burra (Trondrán át)
- Muckle Roe
- Trondra
- Broch of Clickimin egy édesvízi szigetecske, mely egy kőúttal kapcsolódik a szárazföldhöz.[26]

Van egy híd Housay és Bruray között is.
Egyebek
Számos különféle sziget kapcsolódik még híddal vagy töltéssel a szárazföldhöz vagy más szigetekhez, közülük néhány:
- Inchgarvie, része a Forth vasúti hídnak, így kapcsolatban áll mind Fife-fal, mind Lothian-nal a Firth of Forth mindkét partján.
- A Garbh Eilean Loch Glencoul bejáratánál északról egy töltésúttal, délről a Kylesku-híddal kapcsolódik a szárazföldhöz.
- Innis Chonan, egy lakott sziget a Loch Awe partjánál egy közúti híddal kapcsolódik a szárazföldhöz.

## Árapály-szigetek és tombolók

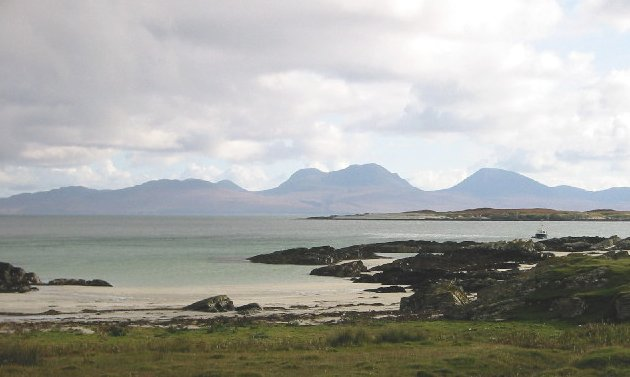
Tengerpart Oronsayen, háttérben a Paps of Jurával

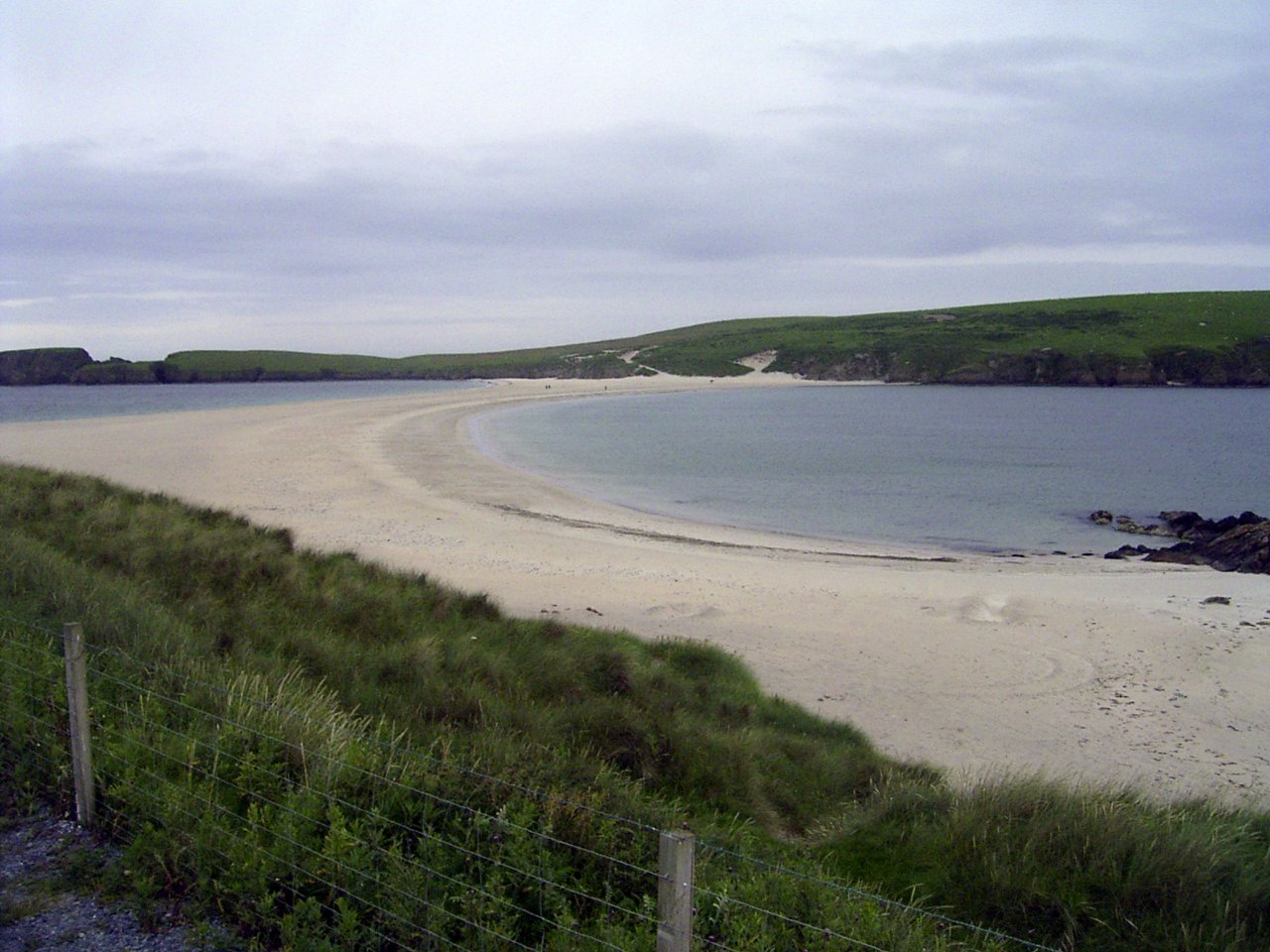
Saint Ninian-sziget tombolóval

Számos kisebb árapály sziget található Skóciában. A legjelentősebbek a következők:
- Baleshare
- Bernera
- Calve-sziget
- Castle-sziget
- Corn Holm
- Cramond-sziget
- Davaar-sziget
- Eilean Mhic Chrion
- Eilean Shona
- Eriska
- Erraid
- Helliar Holm
- Kili Holm
- Ristol-sziget
- Sanday
- Torsa

Oronsay „apály sziget”-et jelent, és sok kis árapály-sziget neve.
A Monach-szigetek három fő szigete, Ceann Iar, Ceann Ear és Shivinish apálykor összekapcsolódik egy homokpaddal. Úgy tartják, hogy egykoron száraz lábbal át lehetett kelni apálykor a szigetekről Baleshare-en keresztül Észak-Uist-ba, ami 5 mérföldre található a szigetektől. A 16. században egy nagy árapály-hullám elmosta ezt az utat.
Saint Ninian-szigete egy tombolóval kapcsolódik a shetlandi Mainlandhez. Bár területe nagyobb mint 40 hektár, a definíció szerint nem számít szigetnek, hiszen csak áradáskor és viharok idején veszi teljesen körül a víz.
A Saint Kilda-szigetcsoportbeli Dùnt Hirtától egy 50 m széles sekély szoros választja el. Ez általában átjárhatatlan, de ritka alkalmakkor kiszárad.

## Komplex szigetek

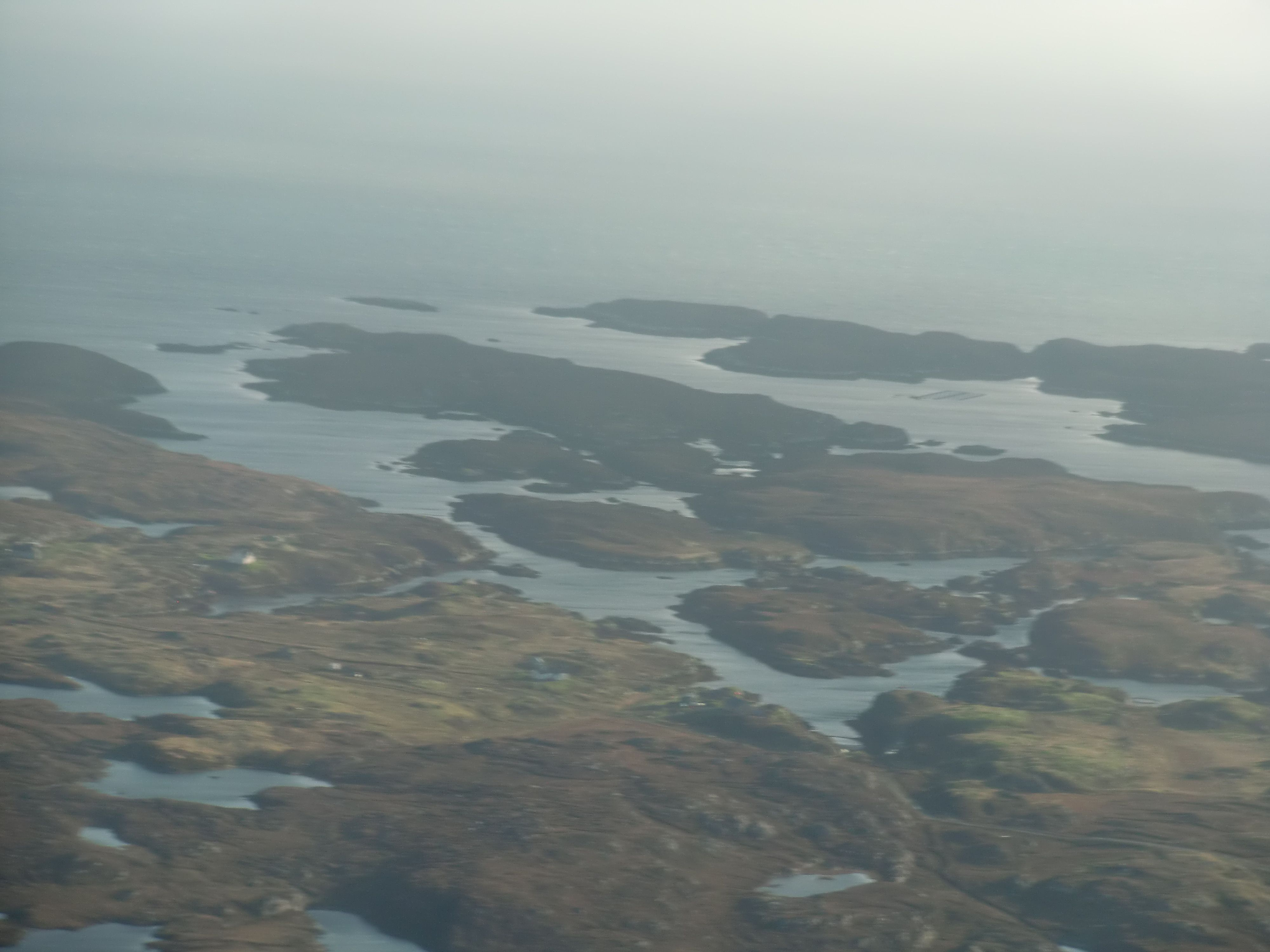
Eileanan Chearabhaigh szigete a középpontban, Benbecula szárazföldjével az előtérben és Wiay északi csúcsával mögötte

Számos partmenti sziget van, amelynek besorolása nehézségekbe ütközik:
- Ceallasaigh Mòr és Ceallasaigh Beag szigetek Lochmaddy mellett Észak-Uiston, területünk egyenként kb. 50 ha áradás idején. Apály idején azonban összekapcsolódnak egymással és más környező kisebb szigetekkel a sekély lagúnában.
- Eileanan Iasgaich Lochboisdale mellett, Dél-Uiston öt kisebb és számos apró szigetből álló csoport dagálykor. Alacsony vízálláskor azonban összekapcsolódnak egyetlen, közel 50 ha-os nagyobb szigetté.
- Eileanan Chearabhaigh apálykor ezek a szigetek egyetlen, kb. 100 ha-os szigetet alkotnak, melyet egy homokpad köt a szomszédos Benbeculához. Dagálykor a homokos kapcsolat megszűnik, és az egyetlen sziget sok kisebbre szakad, melyek közül a legnagyobb 30 ha területű.
- A Crowlin-szigetek Raasay mellett, áradáskor három különálló szigetet alkot, apálykor viszont csak egyet, melynek területe ilyenkor 210 ha.
- Hasonlóan, Lunga szigete a Firth of Lornban, dagálykor 6 vagy több különálló szigetecskéből áll, apálykor ezek összeolvadnak egyetlen, 254 ha-os szigetté.

## Erődített szigetek

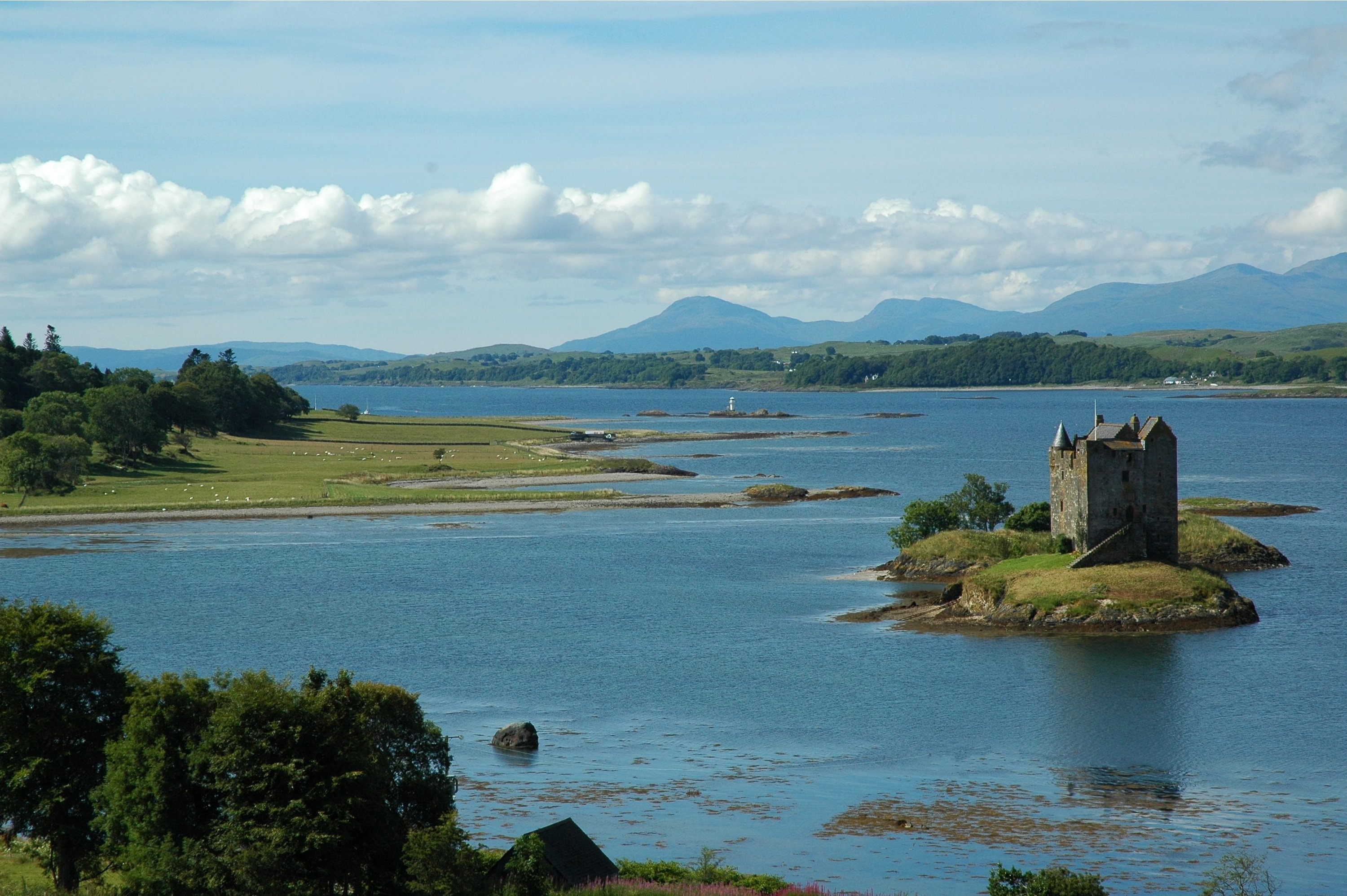
A Stalker-vár, ahogy a Gyalog galopp-ban látható

Számos skóciai szigeten található valamilyen vár vagy erődítmény. Általában ezek az épületek híresebbek, mint maga a sziget. Ezek a szigetek legtöbbször árapály-szigetek, vagy híddal kapcsolódnak a szomszédos szárazföldi területekhez. Némelyikük csodás természeti környezete képeslapokról vagy filmekről lehet ismerős. Néhány név ebből a csoportból:
- Bass Rock
- Broch of West Burrafirth
- Castle-sziget
- Calvay
- Castle Stalker
- Castle Tioram
- Eilean Aigas (*)
- Eilean Dearg (Loch Riddon)
- Eilean Donan
- Inchtalla (*)
- Inveruglas-sziget (*)
- Kilchurn Castle (*)
- Kisimul Castle
- Lochindorb Castle (*)
- Loch Leven Castle (*)
- Mousa
- Threave Castle (*)
- Wyre

A Firth of Forth szigetein és Dél-Orkney-n található erődítmények a két világháborúból maradtak fenn. A Rosyth Castle egy egykori szigeten található.

## Szakrális szigetek

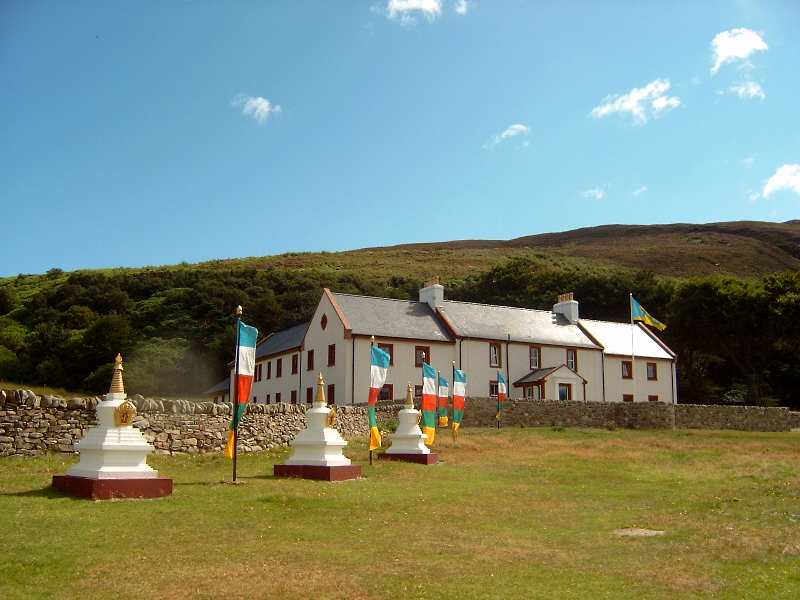
Tibeti Buddhista Központ a Világbékéért és az Egészségért a Holy-szigeten

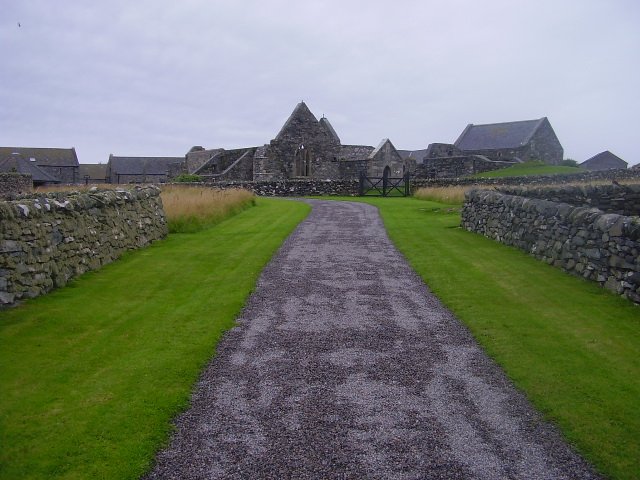
Oronsay-i perjelség

Nagy számú skót szigetnek van valamilyen egyházi kapcsolata, ami főképp valamilyen egyházi intézmény, épület dominanciája jelez. A legismertebbek:
- Davaar-sziget
- Egilsay
- Eynhallow
- Holy-sziget
- Inchcolm
- Inch Kenneth
- Inchmahome (*)
- Iona
- Maree-sziget
- Észak-Rona
- Oronsay
- Papa Stronsay (Jelenleg a Transalpine Redemptorist kolostora található itt. A "Papa" vagy "Pabbay" elnevezések az egykori szentek szigeteire utalnak)
- Saint Ninian-sziget
- Saint Serf's Inch (*)
- Tiree ("Iona földje")

Brother-sziget neve egyesek állításai ellenére nem vallási eredetű.

## Emberekről elnevezett szigetek
A következő lista azokat a szigeteket tartalmazza, amiket valamilyen személyről neveztek el. Egyes esetekben, mint például Észak-Ronaldsay esetében nem nyilvánvaló (a sziget – ellentétben Dél-Ronaldsay-jel – nem „Ronald” után lett elnevezve.) A listáról hiányoznak olyan nevek, mint Hildasay, ahol a névadó mitológiai személy, vagy Alisa Craig, ahol az érintett személy nem ismert, valamint Colonsay és Egilsay, ahol a származás vita tárgya.
- Eilean Chaluim Chille – Szent Columba
- Davaar-sziget – Szent Barr
- Eilean Donan – Szent Donan
- Flannan-szigetek – Szent Flannan
- Frank Lockwood-sziget (a mulli Lochbuie-tól délre)
- Inchcolm – Szent Columba
- Inch Kenneth – Szent Kenneth
- Inchmarnock – Szent Mearnag
- Inchmahome (*) – Szent Colmag
- Inchmurrin (*) – Szent Meadhran/Mirin
- Innis Chonan (*) – Szent Conan
- Maree-sziget (*) – Maelrubha
- Martin-sziget – Tours-i Szent Márton
- Észak-Rona – Szent Ronan
- Saint Serf's Inch (*) – Szent Serf
- Sweyn Holm – Sweyn Asleifsson
- Taransay – Szent Taran

Iqbal Singh, Vacsay tulajdonosa, is kifejezte kívánáságát, hogy a szigetet nevezzék át Robert Burns után.

## Helyek, amelyek nevükkel ellentétben nem szigetek

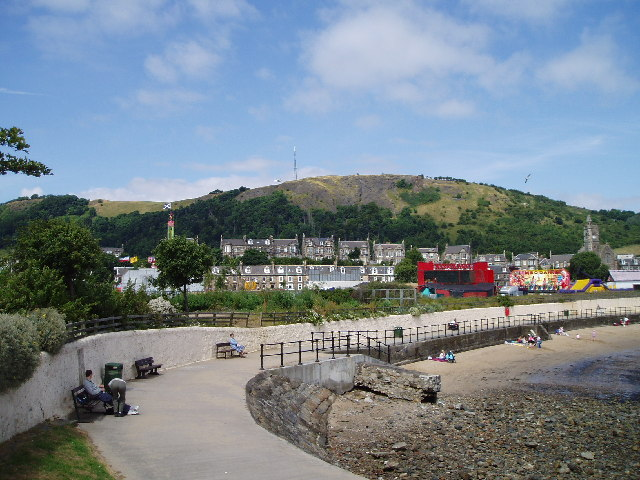
Burntisland – jelenleg már nem sziget

Található néhány hely Skóciában, amelynek neve szigetre utal (pl. „island”, „isle” stb.), de valójában nem sziget. Ezek a következők:
| Név                           | Szigetcsoport / Hely |
| ----------------------------- | -------------------- |
| Black Isle (An t-Eilean Dubh) | Ross és Cromarty     |
| Burntisland                   | Fife                 |
| Gluss Isle                    | Shetland-szigetek    |
| Harris (Na Hearadh)           | Külső-Hebridák       |
| Lewis (Eilean Leòdhais)       | Külső-Hebridák       |
| Isleornsay (Eilean Iarmain)   | Skye                 |
| Islesteps (south of Dumfries) | Dumfries és Galloway |
| Isle of Whithorn              | Dumfries és Galloway |

Lewist és Harrist egy hegylánc választja el egymástól, de valójában egy szigetet alkotnak, ezért gyakran Lewis és Harris néven hivatkoznak rájuk. Isle of Whithorn és a Black Isle félsziget, Isleornsay egy település Skye-on, Ornsay szigettel szemben. Burntisland név eredetének nincs elfogadott magyarázata, régebben Brintilun és Ye Brint Eland néven is nevezték.
Gluss Isle Sullom Voe nyugati bejáratánál található, egyike az Orkney- és a Shetland-szigetek sok hegyfokának, amely egy kavicsos tombolóval (ayre) kapcsolódik a nagyobb szigethez.

### Más névelemek

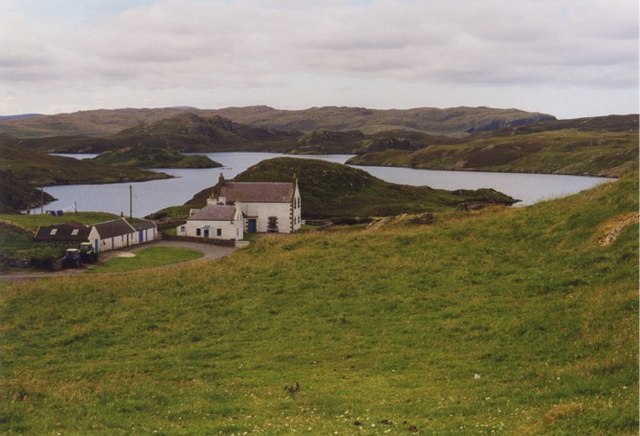
Vementry Farm, a shetlandi Mainlandon, Háttérben Vementry szigetével

Az angol inch vagy gael innis név szigetet jelent (pl. Inchkenneth, Inchcolm), de jelenthet mocsárral körülvett szárazföldet is (pl. Markinch, Insch).
A gael eilean szintén szigetet jelent. Nevükkel ellentétben Inistrynich, Eilean na Maodail, Eilean Dubh és Liever Island mind egy-egy hegyfokot jelöl Loch Awe mentén. Hasonlóan Eilean Aoidhe hegyfok Loch Fyne-nál. A Black-sziget gaelül szintén An t-Eilean Dubh, míg Eilean Glas Scalpay része.
A „-holm” utótag gyakran használt névrész, főleg Skócia déli részén: Langholm, Kirk Yetholm, Holmhead (Cumnock része), Holmhill (Thornhill, Nithsdale). Némelyik ezek közül folyami sziget volt egykor, vagy mocsár vette körül. A „Holm” megtalálható még Holmsgarth nevében (ma Lerwick külvárosa), valamint Holm egyházközség Shetlandon és Orkney-n is. Ezek sohasem voltak szigetek, még ha nevükből ezt is gondolnánk.

### Szigetek, amelyek más közeli területekről kapták a nevüket
Alkalmanként előfordul, hogy egyes szigeteket a közeli nagyobb szárazfölddel, vagy szomszédos nagyobb szigettel kapcsolatosan neveznek el, vagy fordítva. Példák ezek közül: Vementry eredetileg egy sziget neve, de ezt a nevet viseli egy szomszédos farm is a shetlandi Mainlandon; Oldaney-sziget nevét kapta a szomszédos Oldany település; Cramond-szigetet a szomszédos Cramond (Edinburgh egyik kerülete) után nevezték el; Eilean Mhealasta a külső-Hebridák közül, mely a lewisi Mealasta után kapta az elnevezését.

## Crannógok

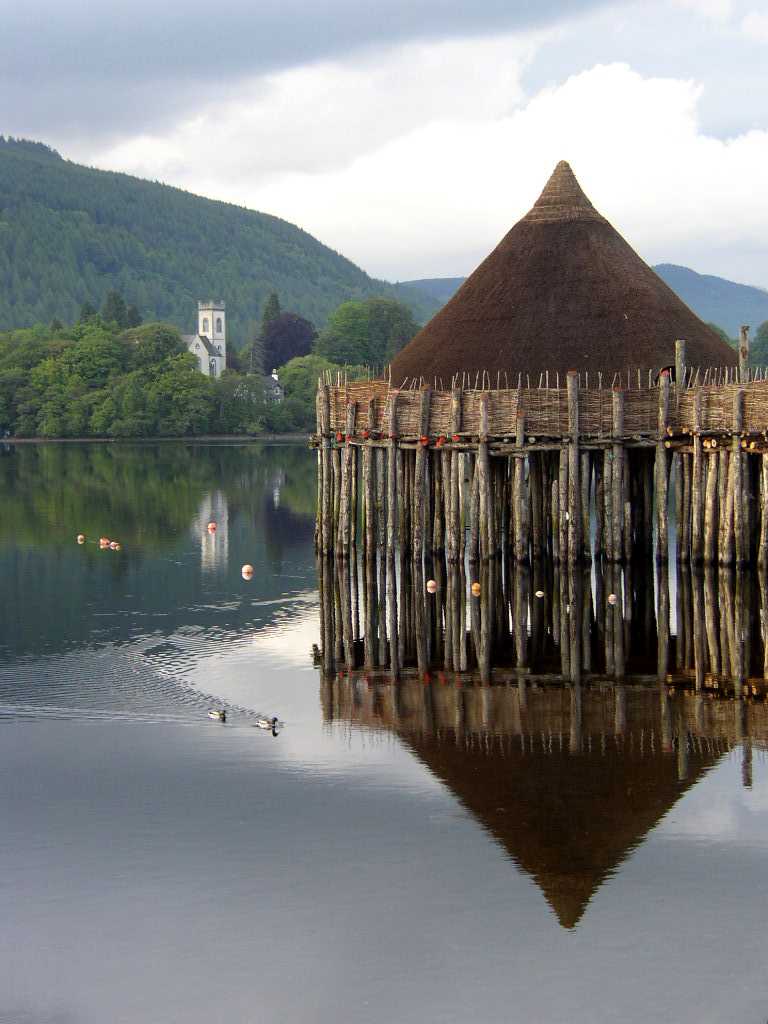
Egy crannóg modern rekonstrukcója a Loch Tayen

A crannógok őskori mesterséges szigetek Skócia tavain. Több száz ilyen építmény található ma Skóciában. Ma a crannógok tipikus megjelenése a következő: kicsi, kerek szigetek, kb. 10-30 méteres átmérővel. Legismertebb példányaik:
- Breachacha Collon
- Cherry-sziget a Loch Nessben
- Dùn Anlaimh Collon
- Eilean Dòmhnuill Észak-Uiston
- Keppinch (vagy The Kitchen) a Loch Lomondban

## Fordítás
Ez a szócikk részben vagy egészben  a   List of islands of Scotland című angol Wikipédia-szócikk ezen változatának fordításán alapul.  Az eredeti cikk szerkesztőit annak laptörténete sorolja fel. Ez a jelzés csupán a megfogalmazás eredetét és a szerzői jogokat jelzi, nem szolgál a cikkben szereplő információk forrásmegjelöléseként.